# Limeuil
Limeuil est une commune française située dans le département de la Dordogne, en région Nouvelle-Aquitaine.
Elle fait partie de l'association Les Plus Beaux Villages de France.

## Géographie

### Généralités
Dans le quart sud-est du département de la Dordogne, en Périgord noir, en bordure du Bergeracois, la commune rurale de Limeuil est située au confluent de la Dordogne et de la Vézère. Elle fait partie de l'association Les Plus Beaux Villages de France et du Pays des bastides et cités médiévales.
Traversé par la route départementale (RD) 31, le bourg de Limeuil est situé, en distances orthodromiques, cinq kilomètres au sud-ouest du centre-ville du Bugue et autant au nord-nord-ouest du Buisson-de-Cadouin ; les villes importantes les plus proches sont Sarlat-la-Canéda (25 km), Bergerac (32 km) et Périgueux (36 km).
La commune est également desservie par la RD 51.
Entre Le Bugue et Paunat, le chemin de grande randonnée GR 6 traverse le territoire communal du nord-est au sud-ouest sur plus de sept kilomètres, passant dans le bourg de Limeuil.

### Communes limitrophes
Limeuil est limitrophe de quatre autres communes. À l'est, le territoire d'Audrix est distant de moins de 300 mètres et au nord-ouest, celui de Saint-Avit-de-Vialard est éloigné de 600 mètres.
|                    | Le Bugue |                |
| Paunat             | Limeuil  |                |
| Alles-sur-Dordogne |          | Saint-Chamassy |

### Géologie et relief

#### Géologie
Situé sur la plaque nord du Bassin aquitain et bordé à son extrémité nord-est par une frange du Massif central, le département de la Dordogne présente une grande diversité géologique. Les terrains sont disposés en profondeur en strates régulières, témoins d'une sédimentation sur cette ancienne plate-forme marine. Le département peut ainsi être découpé sur le plan géologique en quatre gradins différenciés selon leur âge géologique. Limeuil est située dans le troisième gradin à partir du nord-est, un plateau formé de calcaires hétérogènes du Crétacé.
Les couches affleurantes sur le territoire communal sont constituées de formations superficielles du Quaternaire datant du Cénozoïque et de roches sédimentaires du Mésozoïque. La formation la plus ancienne, notée c5a(2), date du Campanien 1, des calcaires packstone à wackstone crayo-marneux gris blanchâtres à subalvéolines à silex gris ou noirs. La formation la plus récente, notée CFp, fait partie des formations superficielles de type colluvions indifférenciées de versant, de vallon et plateaux issues d'alluvions, molasses, altérites. Le descriptif de ces couches est détaillé dans  la feuille « no 807 - Le Bugue » de la carte géologique au 1/50 000 de la France métropolitaine, et sa notice associée.

Carte géologique de Limeuil.

#### Relief et paysages

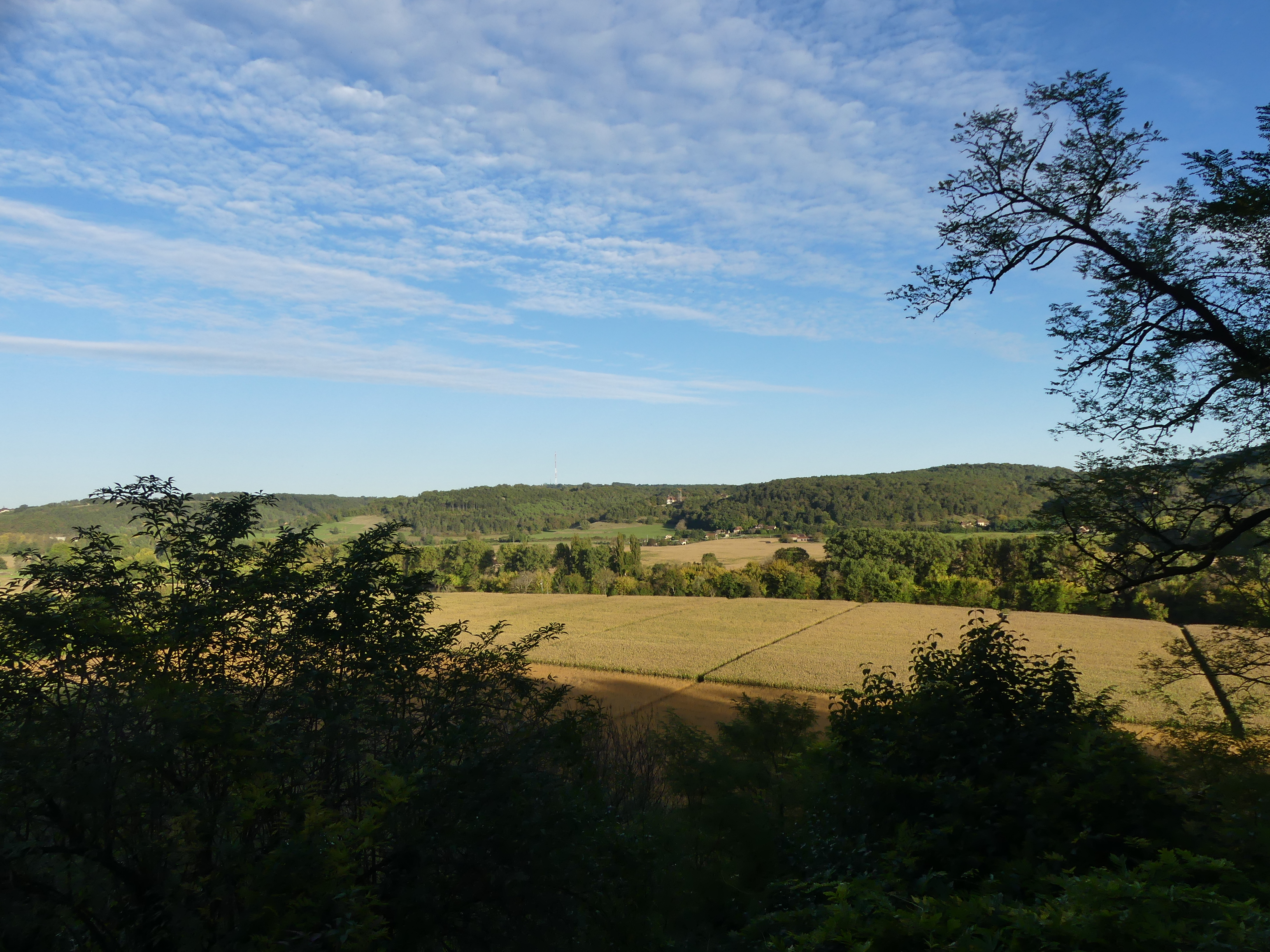
Vue sur la vallée de la Vézère depuis le bourg.

Le département de la Dordogne se présente comme un vaste plateau incliné du nord-est (491 m, à la forêt de Vieillecour dans le Nontronnais, à Saint-Pierre-de-Frugie) au sud-ouest (2 m à Lamothe-Montravel). L'altitude du territoire communal varie quant à elle entre 45 m à l'extrême sud-ouest — là où la Dordogne quitte le territoire communal et sert de limite entre Alles-sur-Dordogne et Paunat — et 200 m, à l'extrême nord-ouest, au nord du lieu-dit la Maisonnette, en limite du Bugue.
Dans le cadre de la Convention européenne du paysage entrée en vigueur en France le 1er juillet 2006, renforcée par la loi du 8 août 2016 pour la reconquête de la biodiversité, de la nature et des paysages, un atlas des paysages de la Dordogne a été élaboré sous maîtrise d’ouvrage de l’État et publié en octobre 2020. Les paysages du département s'organisent en huit unités paysagères et 14 sous-unités. La commune fait partie du Périgord noir, un paysage vallonné et forestier, qui ne s’ouvre que ponctuellement autour de vallées-couloirs et d’une multitude de clairières de toutes tailles. Il s'étend du nord de la Vézère au sud de la Dordogne (en amont de Lalinde) et est riche d’un patrimoine exceptionnel.
La superficie cadastrale de la commune publiée par l'Insee, qui sert de référence dans toutes les statistiques, est de 10,57 km2,,. La superficie géographique, issue de la BD Topo, composante du Référentiel à grande échelle produit par l'IGN, est quant à elle de 10,36 km2.

### Hydrographie

#### Réseau hydrographique
La commune est située dans le bassin de la Dordogne au sein du Bassin Adour-Garonne. Elle est drainée par la Dordogne, la Vézère et divers petits cours d'eau qui constituent un réseau hydrographique de 14 km de longueur totale,.
La Dordogne, d'une longueur totale de 483,1 km, prend naissance sur les flancs du puy de Sancy (1 885 m), dans la chaîne des monts Dore, traverse six départements dont la Dordogne dans sa partie sud, et conflue avec la Garonne à Bayon-sur-Gironde, pour former l'estuaire de la Gironde,. Elle borde la commune du sud au sud-ouest sur plus de trois kilomètres, face à Alles-sur-Dordogne.
La Vézère, d'une longueur totale de 211,2 km, prend sa source en Corrèze dans la commune de Meymac et se jette dans la Dordogne — dont elle est l'un des principaux affluents — en rive droite, à Limeuil, face à Alles-sur-Dordogne,. Elle borde le territoire communal du nord-est au sud sur près de cinq kilomètres, face Saint-Chamassy et Le Bugue.

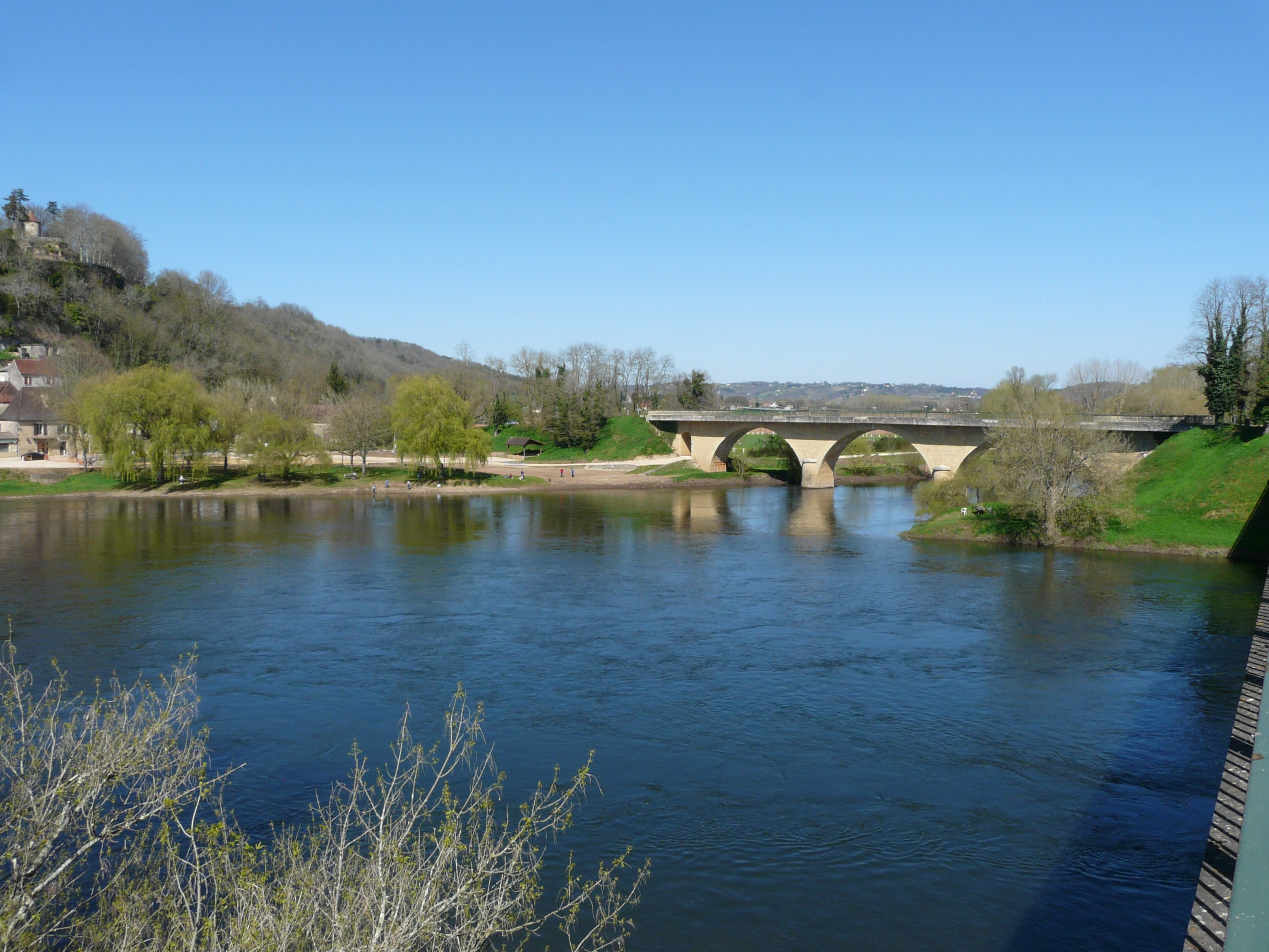
Le confluent de la Vézère (arrivant en face, sous le pont) et de la Dordogne venant de la droite.
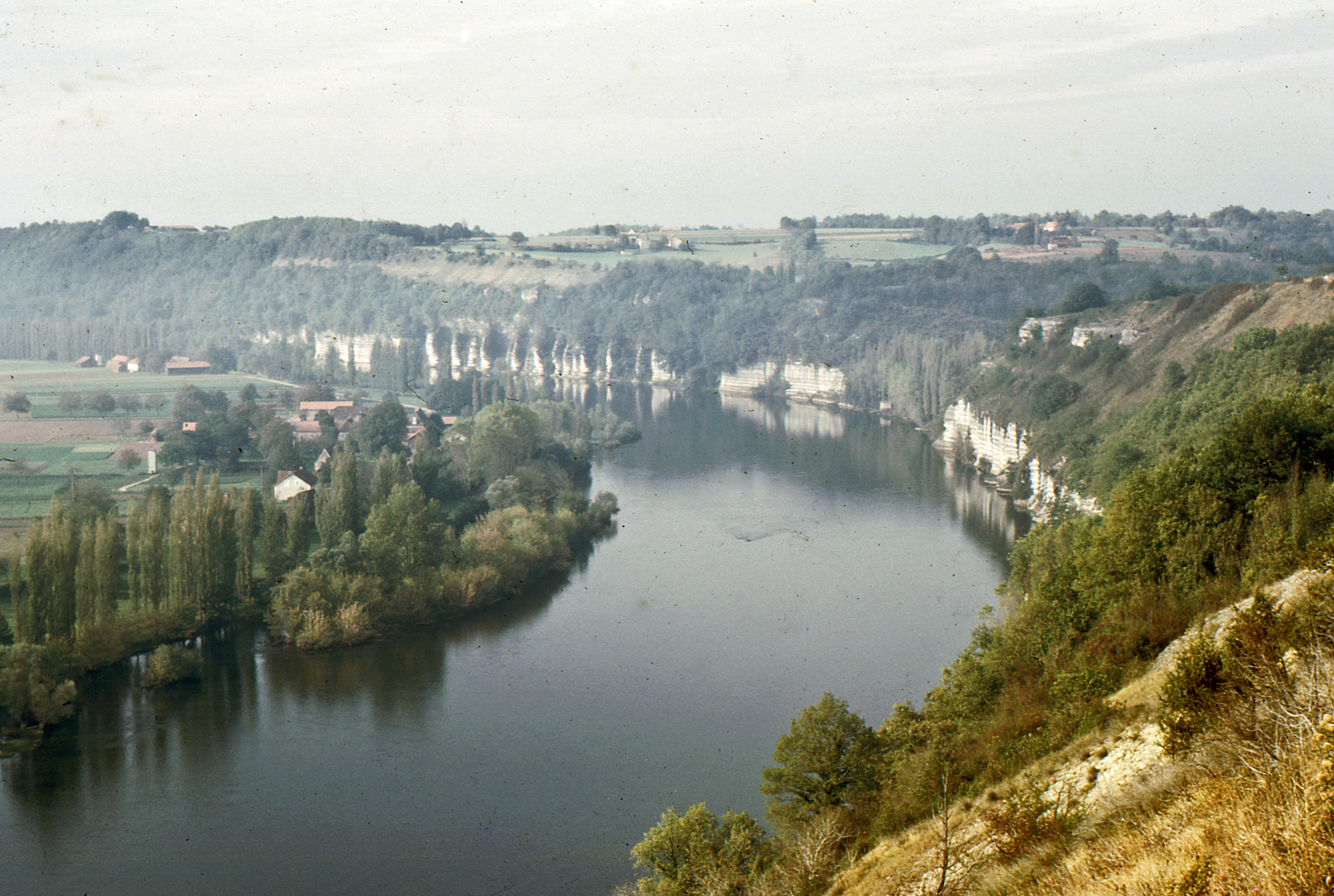
Le cingle de Limeuil (méandre de la Dordogne) en limite d'Alles-Sur-Dordogne (à gauche), Limeuil (à droite au premier plan) et Paunat (en face, au fond).
Réseaux hydrographique et routier de Limeuil.
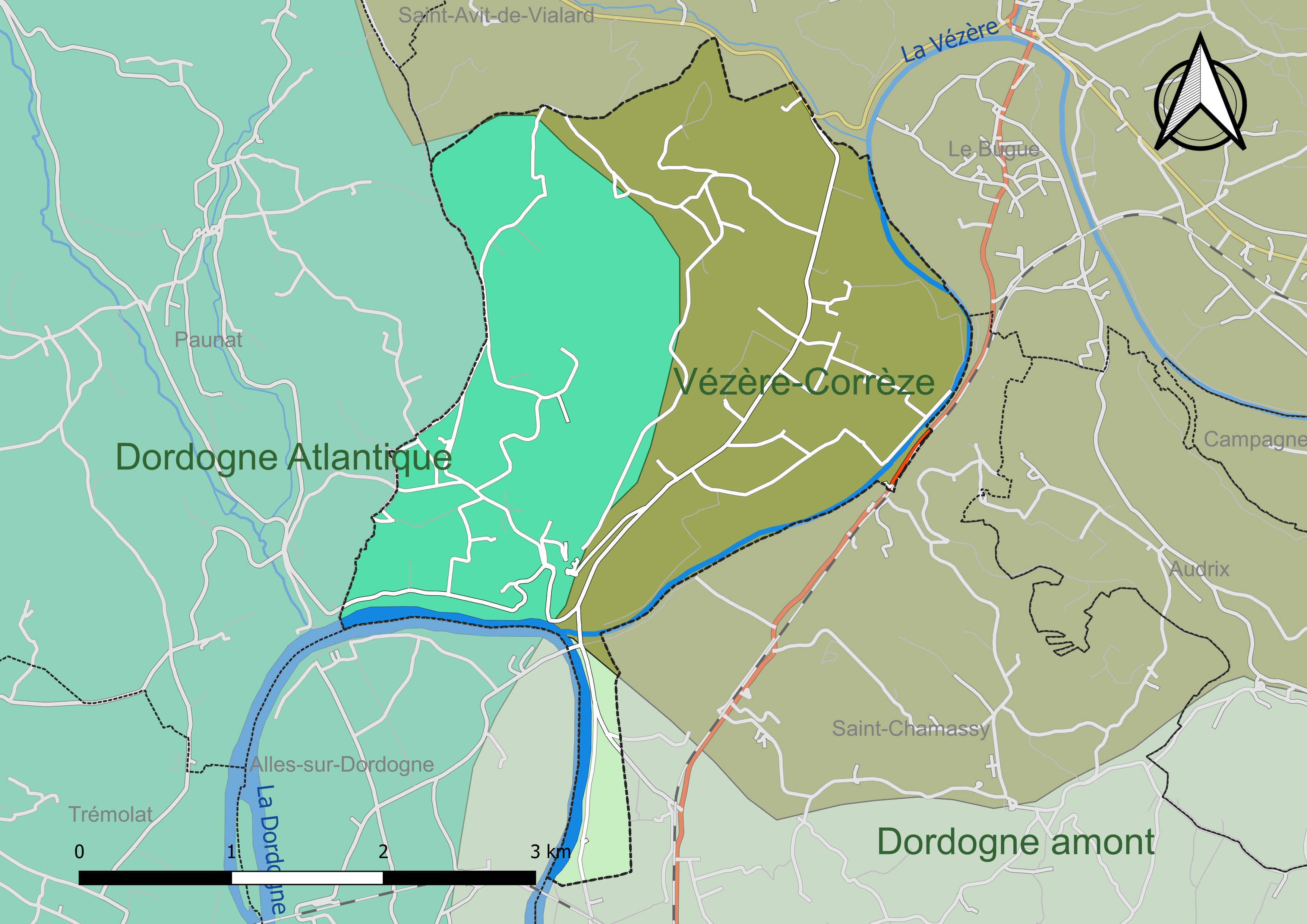
Carte des schémas d'aménagement et de gestion des eaux (SAGE) couvrant le territoire communal de Limeuil.

#### Gestion et qualité des eaux
Le territoire communal est couvert par les schémas d'aménagement et de gestion des eaux (SAGE) « Dordogne amont », « Dordogne Atlantique » et « Vézère-Corrèze ». Le SAGE « Dordogne amont », dont le territoire s'étend des sources de la Dordogne jusqu'à la confluence de la Vézère à Limeuil, d'une superficie de 9 700 km2 est en cours d'élaboration. La structure porteuse de l'élaboration et de la mise en œuvre est l'établissement public territorial de bassin de la Dordogne (EPIDOR). Le SAGE « Dordogne Atlantique », dont le territoire correspond au sous‐bassin le plus aval du bassin versant de la Dordogne (aval de la confluence Dordogne - Vézère)., d'une superficie de 2 700 km2 est en cours d'élaboration. La structure porteuse de l'élaboration et de la mise en œuvre est également l'EPIDOR. Le SAGE « Vézère-Corrèze », dont le territoire regroupe les bassins versants de la Vézère et de la Corrèze, d'une superficie de 3 730 km2 est en cours d'élaboration. La structure porteuse de l'élaboration et de la mise en œuvre est le conseil départemental de la Corrèze. Ils définissent chacun sur leur territoire les objectifs généraux d’utilisation, de mise en valeur et de protection quantitative et qualitative des ressources en eau superficielle et souterraine, en respect des objectifs de qualité définis dans le troisième SDAGE  du Bassin Adour-Garonne qui couvre la période 2022-2027, approuvé le 10 mars 2022.
Au sud, une bande de terrain large de 200 à 600 mètres et longue de plus d'un kilomètre et demi dépend du SAGE Dordogne amont. À l'est, environ 55 % du territoire est rattaché au SAGE Vézère-Corrèze et à l'ouest, environ 40 % au SAGE Dordogne Atlantique.
La qualité des eaux de baignade et des cours d’eau peut être consultée sur un site dédié géré par les agences de l’eau et l’Agence française pour la biodiversité.

### Climat
Pour des articles plus généraux, voir Climat de la Nouvelle-Aquitaine et Climat de la Dordogne.
Historiquement, la commune est exposée à un climat océanique aquitain.
En 2020, Météo-France publie une typologie des climats de la France métropolitaine dans laquelle la commune est exposée à un climat océanique altéré et est dans la région climatique  Aquitaine, Gascogne, caractérisée par une pluviométrie abondante au printemps, modérée en automne, un faible ensoleillement au printemps, un été chaud (19,5 °C), des vents faibles, des brouillards fréquents en automne et en hiver et des orages fréquents en été (15 à 20 jours).
Pour la période 1971-2000, la température annuelle moyenne est de 12,5 °C, avec  une amplitude thermique annuelle de 15,1 °C. Le cumul annuel moyen de précipitations est de 859 mm, avec 12 jours de précipitations en janvier et 6,7 jours en juillet. Pour la période 1991-2020, la température moyenne annuelle observée sur la station météorologique la plus proche, située sur la commune de Pays de Belvès à 15 km à vol d'oiseau, est de 13,0 °C et le cumul annuel moyen de précipitations est de 888,2 mm,. Pour l'avenir, les paramètres climatiques de la commune estimés pour 2050 selon différents scénarios d’émission de gaz à effet de serre sont consultables sur un site dédié publié par Météo-France en novembre 2022.

### Milieux naturels et biodiversité

#### Espaces protégés
La protection réglementaire est le mode d’intervention le plus fort pour préserver des espaces naturels remarquables et leur biodiversité associée.
D'après l'Inventaire national du patrimoine naturel (INPN), douze aires protégées concernent le territoire communal.

#### Réserve de biosphère
La commune fait partie du bassin de la Dordogne, un territoire d'une superficie de 24 000 km2 reconnu réserve de biosphère par l'UNESCO en juillet 2012 et fait partie à la fois de sa « zone centrale » (la Dordogne elle-même), de sa « zone tampon » (sa plaine alluviale) et sa « zone de transition », c'est-à-dire le reste de son bassin versant.

#### Natura 2000
Le réseau Natura 2000 est un réseau écologique européen de sites naturels d'intérêt écologique élaboré à partir des directives habitats et oiseaux, constitué de zones spéciales de conservation (ZSC) et de zones de protection spéciale (ZPS).
Quatre sites Natura 2000 ont été définis sur la commune.

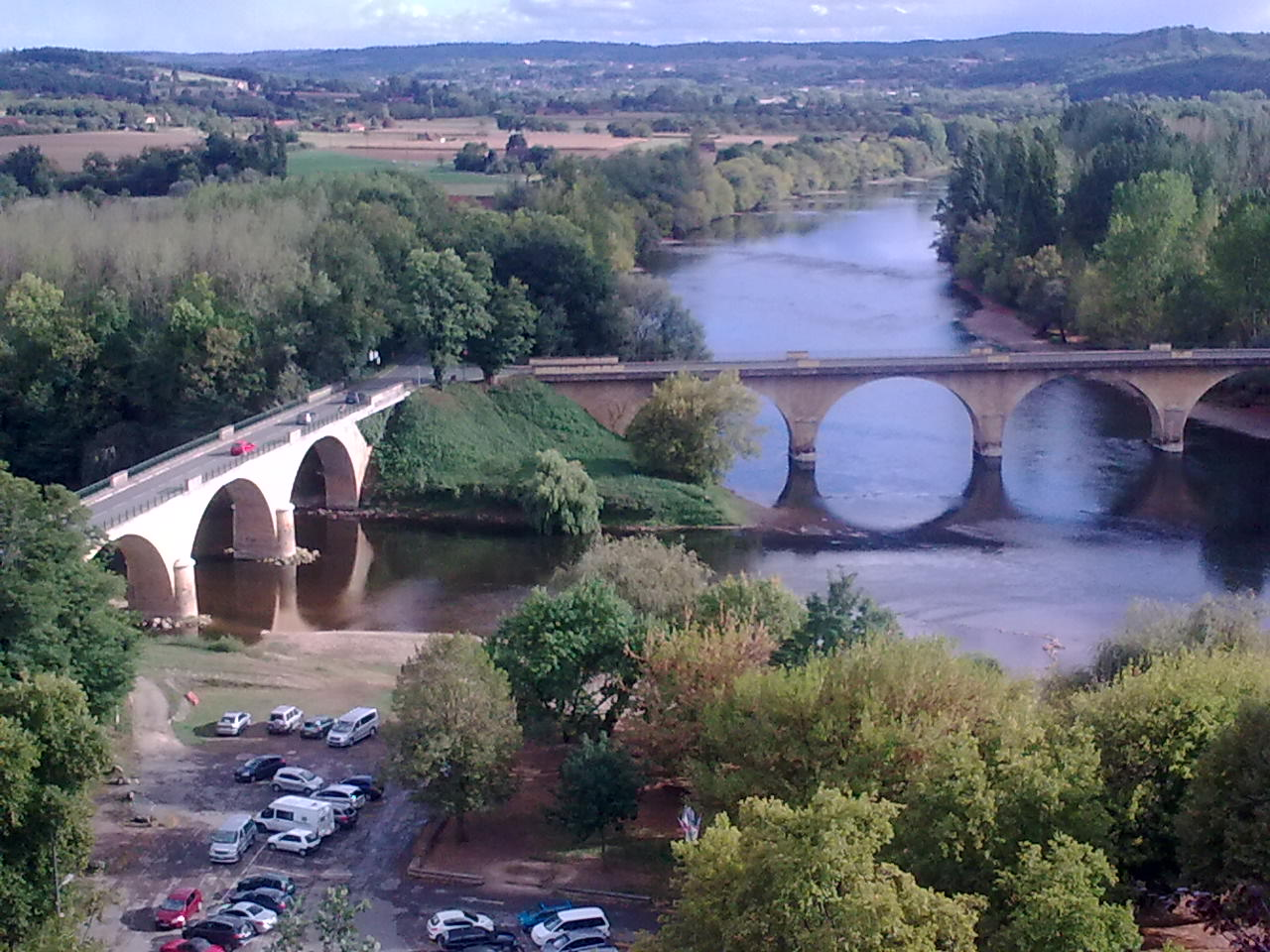
Le confluent de la Vézère (venant de la gauche) et de la Dordogne (venant d'en face).

La Dordogne est un site du réseau Natura 2000 limité aux départements de la Dordogne et de la Gironde, et qui concerne les 103 communes riveraines de la Dordogne, dont Limeuil,. Seize espèces animales et une espèce végétale inscrites à l'annexe II de la directive 92/43/CEE de l'Union européenne y ont été répertoriées.
La zone Coteaux calcaires de la vallée de la Dordogne, qui s'étend au total sur 3 686 hectares et est partagée avec vingt-quatre autres communes, fait également partie du réseau Natura 2000,. Deux espèces de chauves-souris inscrites à l'annexe II de la directive 92/43/CEE de l'Union européenne y ont été répertoriées : le Grand rhinolophe (Rhinolophus ferrumequinum) et le Petit rhinolophe (Rhinolophus hipposideros). Sur la commune, elle s'étend sur une trentaine d'hectares, en rive droite de la Dordogne.
Partagée avec 18 autres communes, « La Vézère », est une autre zone Natura 2000,. Dix-huit espèces animales inscrites à l'annexe II de la directive 92/43/CEE de l'Union européenne y ont été répertoriées.
La zone « coteaux calcaires de la vallée de la Vézère », qui s'étend au total sur 598 hectares et est partagée avec sept autres communes, fait également partie du réseau Natura 2000,. Dix espèces de chauves-souris inscrites à l'annexe II de la directive 92/43/CEE de l'Union européenne y ont été répertoriées. Sur la commune, elle s'étend sur près d'un kilomètre carré.

#### ZNIEFF
Deux zones naturelles d'intérêt écologique, faunistique et floristique (ZNIEFF) ont été définies sur la commune.
Limeuil fait partie des 102 communes concernées par la ZNIEFF de type 2 « La Dordogne »,, dans laquelle ont été répertoriées huit espèces animales déterminantes et cinquante-sept espèces végétales déterminantes, ainsi que quarante-trois autres espèces animales et trente-neuf autres espèces végétales.
La commune fait partie d'une ZNIEFF de type 1 partagée avec dix autres communes : les « coteaux calcaires de la vallée de la Dordogne », limitée à une zone plus restreinte que la zone Natura 2000 homonyme, qui longe la Dordogne sur environ quatorze hectares, depuis l'aval du bourg de Limeuil jusqu'à la limite communale avec Paunat et remontant vers le nord sur 600 mètres le long de cette limite ; elle présente en rive droite de la Dordogne une paroi calcaire ensoleillée de 60 à 80 mètres de hauteur où peut s'épanouir une flore de type méditerranéen,. Deux espèces déterminantes de plantes y ont été recensées ainsi que sept espèces (non déterminantes) de papillons et quarante-quatre autres espèces végétales.

#### Protection du biotope
Comme l'ensemble des communes du département de la Dordogne baignées par la Dordogne, Limeuil est soumis à un arrêté préfectoral de protection de biotope de 1991 destiné à favoriser la migration et le frai de plusieurs espèces de poissons.
D'après l'INPN, un second arrêté de protection de biotope, qui serait spécifique à la commune, concernerait la grotte de la Fontanguillère et ses abords. Il s'agit d'une erreur car la carte de ce site montre qu'il est situé en bordure de la Gardonnette, sur la commune de Pomport (code Insee 24331), alors que son code postal 24240 est homonyme du code Insee de Limeuil.

#### Patrimoine géologique
Le panorama sur le cingle (le méandre) de Limeuil, pris depuis le lieu-dit Beauregard à Limeuil, est un site naturel qui fait partie de l'Inventaire national du patrimoine géologique. Il « permet d'observer la morphologie du cingle de Limeuil ainsi que la rive concave composée d'escarpements abrupts de calcaires du Campanien » (communes de Paunat et Trémolat) « et la vaste plaine alluviale sur la rive convexe » (commune d'Alles-sur-Dordogne.

#### Sites remarquables

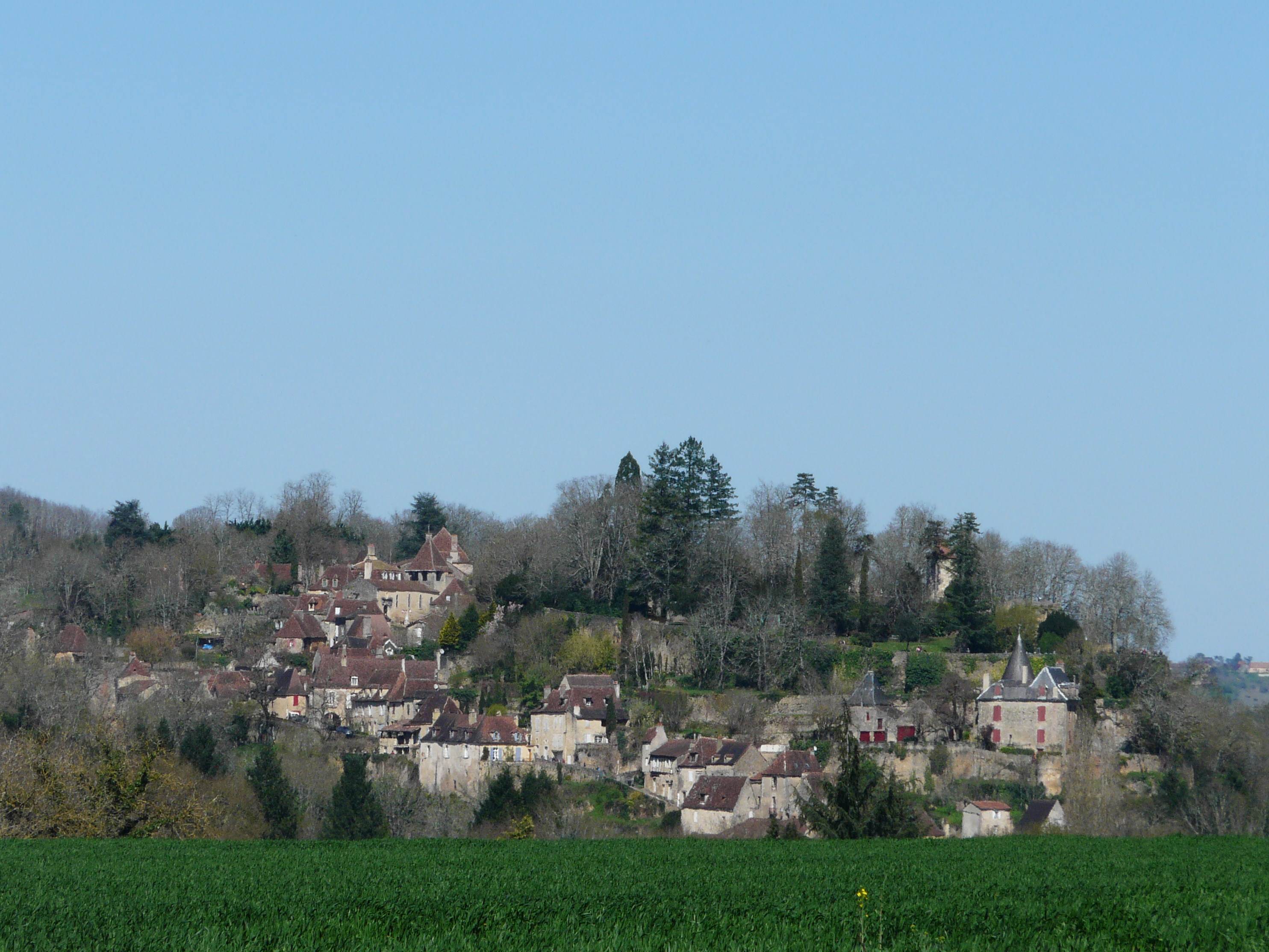
Le village de Limeuil vu depuis l'ouest.

Cinq sites pittoresques font l'objet de protections.
Le village de Limeuil est un site inscrit depuis le 25 janvier 1944,.
La chapelle Saint-Martin et son cimetière sont inscrits depuis le 17 juillet 1944.
Le cingle (le méandre) de Limeuil présente deux zones qui se recouvrent en partie :
- un site inscrit le 3 juillet 1963, partagé avec la commune de Paunat[48] ; pour la commune, le site concerne une zone en bordure de la Dordogne, depuis le sud-est immédiat du bourg, jusqu'à la limite communale avec Paunat, sur une largeur de 200 à 500 mètres ;
- plus récemment, un site classé en 1985, partagé avec quatre autres communes, Alles-sur-Dordogne, Paunat, Saint-Chamassy et Trémolat[49],[Carte 14]. Pour la commune, il concerne intégralement la plaine alluviale de la Dordogne, depuis la limite communale avec Saint-Chamassy jusqu'à celle avec Paunat.

La vallée de la Vézère (confluent de la Vézère et de la Dordogne) est un site inscrit depuis le 8 août 1968, partagé avec quatre autres communes, Alles-sur-Dordogne, Le Bugue, Le Buisson-de-Cadouin — anciennement Le Buisson-Cussac — et Saint-Chamassy,.

## Urbanisme

### Typologie
Au 1er janvier 2024, Limeuil est catégorisée commune rurale à habitat dispersé, selon la nouvelle grille communale de densité à 7 niveaux définie par l'Insee en 2022.
Elle est située hors unité urbaine et hors attraction des villes,.

### Occupation des sols
L'occupation des sols de la commune, telle qu'elle ressort de la base de données européenne d’occupation biophysique des sols Corine Land Cover (CLC), est marquée par l'importance des territoires agricoles (61,2 % en 2018), une proportion identique à celle de 1990 (61,2 %). La répartition détaillée en 2018 est la suivante : 
zones agricoles hétérogènes (52,2 %), forêts (37 %), terres arables (4,7 %), cultures permanentes (4,3 %), eaux continentales (1,8 %). L'évolution de l’occupation des sols de la commune et de ses infrastructures peut être observée sur les différentes représentations cartographiques du territoire : la carte de Cassini (XVIIIe siècle), la carte d'état-major (1820-1866) et les cartes ou photos aériennes de l'IGN pour la période actuelle (1950 à aujourd'hui).

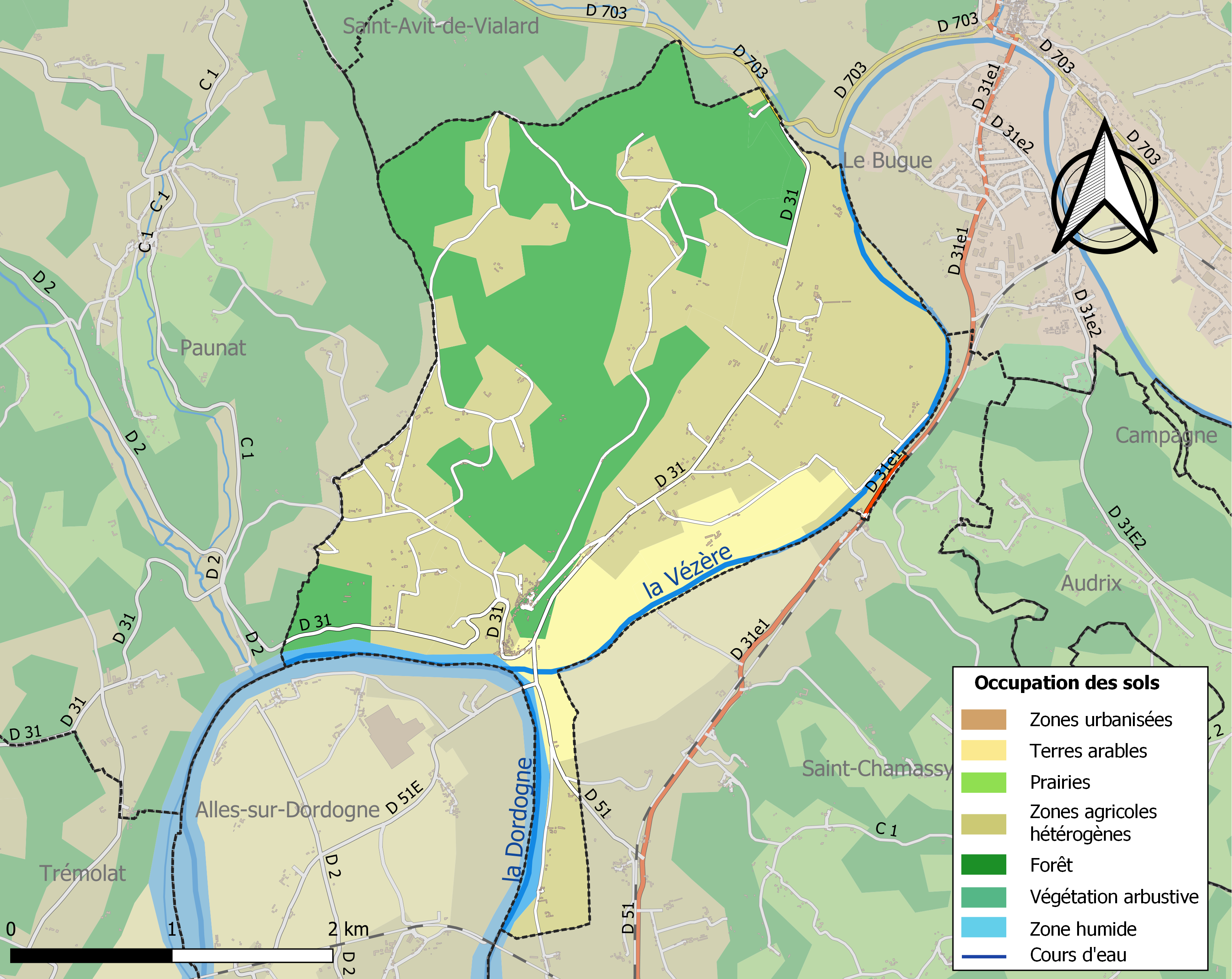
Carte des infrastructures et de l'occupation des sols de la commune en 2018 (CLC).

### Villages, hameaux et lieux-dits
Outre le bourg de Limeuil proprement dit, le territoire communal se compose de villages ou de hameaux, ainsi que de lieux-dits :
- Ayguenègre
- les Bailloutets
- le Baradis
- Beauregard
- Bellevue
- le Bousquet
- la Cabane
- les Cabanes
- les Caillaves
- Campet
- la Capelière
- Carlux
- Chante-Alouette
- Château de la Vitrolle
- la Combe
- les Fosses
- Gorseval
- Grand Barry
- la Guerlerie
- les Jaumards
- la Maisonnette
- les Merles
- Montfefoul
- la Moulainerie
- la Mouthe
- Paliver
- Pébrandier
- la Péchere
- Pechnaudine
- Perdigat
- le Périer
- Peygrabou
- le Pied du Buisson
- Piquette
- la Porte
- Queyrelevat
- Ratillou
- la Reynie
- la Rolandie
- les Rouliers
- le Rouquet
- la Rouquette
- Saint-Martin
- le Saut
- le Soulier
- la Tour
- Vianès
- les Vignes.

### Prévention des risques
Le territoire de la commune de Limeuil est vulnérable à différents aléas naturels : météorologiques (tempête, orage, neige, grand froid, canicule ou sécheresse), inondations, feux de forêts et séisme (sismicité très faible). Il est également exposé à un risque technologique, la rupture d'un barrage. Un site publié par le BRGM permet d'évaluer simplement et rapidement les risques d'un bien localisé soit par son adresse soit par le numéro de sa parcelle.

#### Risques naturels
Certaines parties du territoire communal sont susceptibles d’être affectées par le risque d’inondation par débordement de cours d'eau, notamment la Dordogne et la Vézère. La commune a été reconnue en état de catastrophe naturelle au titre des dommages causés par les inondations et coulées de boue survenues en 1982, 1989, 1993, 1999, 2001 et 2008,. Le risque inondation est pris en compte dans l'aménagement du territoire de la commune par le biais du plan de prévention des risques inondation (PPRI) de la « Dordogne Centre », couvrant 20 communes et approuvé le 23 décembre 2008, pour les crues de la Dordogne,. Sur la commune, les zones concernées sont limitées aux lieux-dits Ayguenègre, Campredon, Maisonneuve, les Rouliers et la Vitrolle, ainsi que la partie basse du bourg de Limeuil.
Limeuil est exposée au risque de feu de forêt. L’arrêté préfectoral du 14 mars 2013 fixe les conditions de pratique des incinérations et de brûlage dans un objectif de réduire le risque de départs d’incendie. À ce titre, des périodes sont déterminées : interdiction totale du 15 février au 15 mai et du 15 juin au 15 octobre, utilisation réglementée du 16 mai au 14 juin et du 16 octobre au 14 février. En septembre 2020, un plan inter-départemental de protection des forêts contre les incendies (PidPFCI) a été adopté pour la période 2019-2029,.
La commune a été reconnue en état de catastrophe naturelle au titre des dommages causés par la sécheresse en 1997 et 2011 et par des mouvements de terrain en 1999.

#### Risque technologique
La commune est en outre située en aval des barrages de Monceaux la Virolle et de Bort-les-Orgues, deux ouvrages de classe A situés dans le département de la Corrèze et faisant l'objet d'un PPI depuis 2009. À ce titre elle est susceptible d’être touchée par l’onde de submersion consécutive à la rupture d'un de ces ouvrages.

## Toponymie
La première mention écrite connue du lieu se réfère à son château : Castrum Limolium en 1179
.
Le terme gaulois °lemo correspond à l'orme. Et euil dérive du suffixe °-ialoqui désigne un espace découvert, une clairière. Limeuil pourrait donc être traduit par « clairière plantée d'ormes ». Selon une autre hypothèse, le nom du lieu pourrait dériver de limo indiquant un marais ou un lieu humide, vraisemblable compte tenu de la Vézère et de la Dordogne qui se rejoignent au pied du village.
En occitan, la commune porte le nom de Limuèlh,.

## Histoire

### Préhistoire
L'ancienneté de la présence humaine est attestée par de nombreuses traces de l'occupation des Magdaléniens qui ont été retrouvées à Limeuil. Les fouilles de deux gisements, à Front-Brunel et Limeuil, ont commencé en 1909 avec les abbés Henri Breuil et Amédée Bouyssonie, ont révélé de nombreux objets : des poinçons, des aiguilles, des hameçons, des harpons, des bâtons décorés de figures de rennes et de poissons. Un lot d'une centaine de plaques gravées a été découvert, présentant des rennes, des chevaux, des cervidés, quelques bouquetins, des bœufs, des ours... L'une des gravures représente un « renne broutant » (conservée au musée de Saint-Germain-en-Laye, avec une copie visible au musée national de Préhistoire des Eyzies).

### Antiquité et Moyen Âge
Au confluent de la Dordogne et de la Vézère, le lieu s'est avéré propice à l'érection d'une forteresse gauloise puis romaine. Les Vikings l'ont attaquée à deux reprises en 769 et 845. Les Anglais occupent la cité en 1194 qui fondent l'église Saint-Martin mais le roi Louis VIII fait assiéger la ville en 1229 et y installe Pons de Montignac,. Limeuil formait au XIVe siècle une châtellenie composée de quinze paroisses : Audrix, Flenrac, Journiac, Manaurie, Miremont, Pézul, Saint-Avit, Saint-Chamassy, Saint-Cyr, Saint-Marcel du Bugue, Saint-Martin de Limeuil, Saint-Pierre, Saint-Sulpice du Bugue, Sendrieux et Trémolac,. Lors de la guerre de Cent Ans, en 1420, le seigneur de Limeuil ayant fait alliance avec les Anglais, il est assassiné par la population et est remplacé par le vicomte de Turenne,. En 1438, le château est assiégé pendant quarante jours par les troupes françaises, obtenant ainsi le départ des 1 500 hommes de la garnison anglaise. Pendant les guerres de Religion, Henri de La Tour d'Auvergne guerroie pour le compte des huguenots autour de Limeuil.

### Limeuil, centre de batellerie
Limeuil était un important centre de la batellerie aux XVIIIe et XIXe siècles. Le village fut une cité florissante au XVIIIe et à la fin du XIXe siècle. Limeuil comptait alors près de 80 artisans. Le confluent invitait en ces temps là prospérité et richesse. Les restaurants l'Ancre de Salut et le Chai sont le témoignage de cette période. L'Ancre de Salut (de et pas du salut), s'appelle ainsi car à cause du courant, les argentas[Quoi ?], difficilement manœuvrables, ne pouvaient aborder directement au Port. Les bateliers avaient juste le temps de "saluer" avant de s'amarrer plus bas à la cale. L'Ancre de Salut était aussi le bureau de déclaration et le syndic des bateliers, tandis que le Chai servait de lieu de stockage des marchandises.
Les rivières étaient navigables au printemps et à l'automne (en périodes de crues et de fonte des neiges). Les bateliers disaient alors que la rivière était marchande ou de voyage.

### Période moderne
Ancienne paroisse du diocèse de Périgueux, la commune de Limeuil est créée dans les premières années de la Révolution française.

## Politique et administration

### Rattachements administratifs et électoraux
La commune de Limeuil a, dès 1790, été rattachée au canton de Limeuil qui dépendait du district de Belvès jusqu'en 1795, date de suppression des districts. Lorsque ce canton est supprimé par la loi du 8 pluviôse an IX (28 janvier 1801)  portant sur la « réduction du nombre de justices de paix », la commune est rattachée au canton de Saint-Alvère (devenu canton de Sainte-Alvère en 1972), dépendant de l'arrondissement de Bergerac.
Dans le cadre de la réforme de 2014 définie par le décret du 21 février 2014, le canton de Sainte-Alvère disparaît aux élections départementales de mars 2015. La commune est alors rattachée électoralement au canton du Périgord central.
En 2017, Limeuil ne dépend plus de l'arrondissement de Bergerac et est rattachée à l'arrondissement de Sarlat-la-Canéda,.
Pour les élections législatives, la commune fait partie de la quatrième circonscription de la Dordogne.

### Intercommunalité
Fin 2002, Limeuil intègre la communauté de communes de Cadouin et la quitte en 2010 pour rejoindre la communauté de communes du Terroir de la truffe. Celle-ci est dissoute au 31 décembre 2013 et remplacée au 1er janvier 2014 par la communauté de communes du Pays vernois et du terroir de la truffe.
Au 1er janvier 2017, Limeuil quitte la communauté de communes du Pays vernois et du terroir de la truffe — qui est dissoute le même jour — pour rejoindre la communauté de communes de la Vallée de l'Homme.

### Administration municipale
La population de la commune étant comprise entre 100 et 499 habitants au recensement de 2017, onze conseillers municipaux ont été élus en 2020,.

### Liste des maires

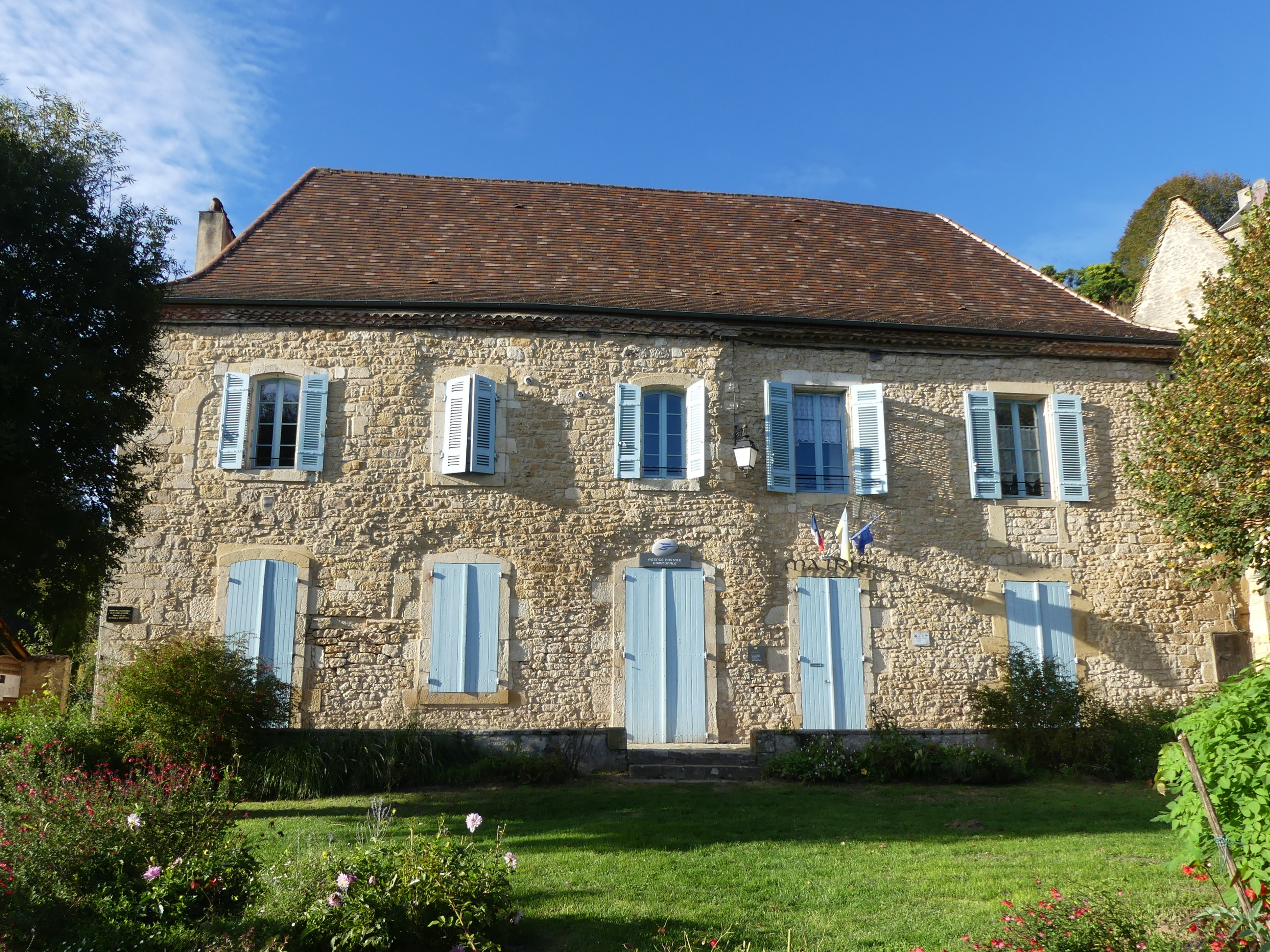
La mairie en 2024.

| Période                                  | Période    | Identité          | Étiquette | Qualité                                  |
| ---------------------------------------- | ---------- | ----------------- | --------- | ---------------------------------------- |
| Les données manquantes sont à compléter. |            |                   |           |                                          |
|                                          |            |                   |           |                                          |
| 1971                                     | 1995       | Jean Chambon      |           |                                          |
| 1995                                     | mars 2008  | Francis Hervé     |           | Conducteur de trains de marchandises     |
| mars 2008                                | avril 2014 | Guy Thomasset     | DVD       | Retraité                                 |
| avril 2014 (réélu en mai 2020)           | En cours   | Jean-Claude Hervé |           | Enseignant et directeur d'école retraité |

### Politique de développement durable
La commune a engagé une politique de développement durable en lançant une démarche d'Agenda 21.

### Politique environnementale
Dans son palmarès 2024, le Conseil national de villes et villages fleuris de France a attribué deux fleurs à la commune.

## Équipements et services publics

### Enseignement
En 2024, la commune dispose d'une école maternelle publique le long de la route départementale 31, à 300 mètres de l'église Saint-Martin. Les enfants de petite et moyenne sections y sont accueillis.
Limeuil est organisée en regroupement pédagogique intercommunal (RPI) avec trois autres communes : Paunat pour la grande section de maternelle
et le cours préparatoire, Alles-sur-Dordogne pour les CE1 et CE2, et Saint-Chamassy pour les CM1 et CM2.

### Justice
Dans le domaine judiciaire, Limeuil relève : 
- du tribunal judiciaire, du tribunal pour enfants, du conseil de prud'hommes et du tribunal de commerce de Bergerac ;
- du pôle Nationalité du tribunal judiciaire de Périgueux (compétent uniquement dans le domaine de la nationalité) ;
- de la cour d'appel, du tribunal administratif et de la  cour administrative d'appel de Bordeaux.

## Population et société

### Démographie
Les habitants de Limeuil sont appelés les Limeuillois.
L'évolution du nombre d'habitants est connue à travers les recensements de la population effectués dans la commune depuis 1793. Pour les communes de moins de 10 000 habitants, une enquête de recensement portant sur toute la population est réalisée tous les cinq ans, les populations de référence des années intermédiaires étant quant à elles estimées par interpolation ou extrapolation. Pour la commune, le premier recensement exhaustif entrant dans le cadre du nouveau dispositif a été réalisé en 2005.

En 2022, la commune comptait 339 habitants, en évolution de +0,3 % par rapport à 2016 (Dordogne : +0,37 %, France hors Mayotte : +2,11 %).
| 1793 | 1800 | 1806 | 1821 | 1831 | 1836 | 1841 | 1846 | 1851 |
| ---- | ---- | ---- | ---- | ---- | ---- | ---- | ---- | ---- |
| 823  | 748  | 778  | 806  | 929  | 859  | 880  | 904  | 910  |

| 1856 | 1861 | 1866 | 1872 | 1876 | 1881 | 1886 | 1891 | 1896 |
| ---- | ---- | ---- | ---- | ---- | ---- | ---- | ---- | ---- |
| 828  | 856  | 817  | 840  | 804  | 793  | 757  | 802  | 641  |

| 1901 | 1906 | 1911 | 1921 | 1926 | 1931 | 1936 | 1946 | 1954 |
| ---- | ---- | ---- | ---- | ---- | ---- | ---- | ---- | ---- |
| 604  | 534  | 572  | 449  | 429  | 431  | 414  | 383  | 415  |

| 1962 | 1968 | 1975 | 1982 | 1990 | 1999 | 2005 | 2006 | 2010 |
| ---- | ---- | ---- | ---- | ---- | ---- | ---- | ---- | ---- |
| 430  | 350  | 317  | 351  | 335  | 315  | 337  | 343  | 325  |

| 2015 | 2020 | 2022 | - | - | - | - | - | - |
| ---- | ---- | ---- | - | - | - | - | - | - |
| 341  | 334  | 339  | - | - | - | - | - | - |

### Culture

#### Manifestations culturelles et festivités
Chaque été, pendant un week-end, se tient le marché des potiers (28e édition en juillet 2025).

#### Distinctions culturelles
Limeuil est membre de l'association Les Plus Beaux Villages de France.
Limeuil fait partie des communes ayant reçu l’étoile verte espérantiste, distinction remise aux maires de communes recensant des locuteurs de la langue construite espéranto.

## Économie

### Emploi
En 2021, parmi la population communale comprise entre 15 et 64 ans, les actifs représentent 140 personnes, soit 41,8 % de la population municipale. Le nombre de chômeurs (dix-neuf) a diminué par rapport à 2015 (vingt-sept) et le taux de chômage de cette population active s'établit à 13,6 %.

### Activités hors agriculture
Trente-six établissements sont implantés à Limeuil en 2021. Le tableau ci-dessous en détaille le nombre par secteur d'activité et compare les ratios avec ceux du département,.
| Secteur d'activité                                                                                        | Commune | Commune | Département |
| Secteur d'activité                                                                                        | Nombre  | %       | %           |
| --- | ------- | ------- | ----------- |
| Ensemble                                                                                                  | 42      | 100 %   | (100 %)     |
| Industrie manufacturière, industries extractives et autres                                                | 4       | 9,5 %   | (8,4 %)     |
| Construction                                                                                              | 8       | 19,0 %  | (13,4 %)    |
| Commerce de gros et de détail, transports, hébergement et restauration                                    | 12      | 28,6 %  | (28,2 %)    |
| Information et communication                                                                              | 0       | 0,0 %   | (1,8 %)     |
| Activités financières et d'assurance                                                                      | 0       | 0,0 %   | (3,6 %)     |
| Activités immobilières                                                                                    | 3       | 7,1 %   | (6,7 %)     |
| Activités spécialisées, scientifiques et techniques et activités de services administratifs et de soutien | 9       | 21,4 %  | (15,0 %)    |
| Administration publique, enseignement, santé humaine et action sociale                                    | 1       | 2,4 %   | (12,8 %)    |
| Autres activités de services                                                                              | 5       | 11,9 %  | (10,1 %)    |

Le secteur du commerce de gros et de détail, des transports, de l'hébergement et de la restauration est prépondérant sur la commune puisqu'il représente 28,6 % du nombre total d'établissements de la commune (12 entreprises sur les 42 implantées à Limeuil), contre 28,2 %  au niveau départemental.

### Agriculture
La commune est dans le « Périgord Noir », une petite région agricole dans le département de la Dordogne. En 2020, l'orientation technico-économique de l'agriculture  sur la commune est la polyculture et/ou le polyélevage. 
|               | 1988 | 2000 | 2010 | 2020 |
| ------------- | ---- | ---- | ---- | ---- |
| Exploitations | 18   | 19   | 12   | 5    |
| SAU (ha)      | 351  | 310  | 235  | 143  |

Le nombre d'exploitations agricoles en activité et ayant leur siège dans la commune est passé de 18 lors du recensement agricole de 1988 à 19 en 2000 puis à 12 en 2010 et enfin à 5 en 2020, soit une baisse de 81 % en 32 ans. Le même mouvement est observé à l'échelle du département qui a perdu pendant cette période 60 % de ses exploitations (passant de 15 825 à 6 328),. La surface agricole utilisée sur la commune a également diminué, passant de 351 ha en 1988 à 143 ha en 2020. Parallèlement la surface agricole utilisée moyenne par exploitation a augmenté, passant de 20 à 29 ha.

### Entreprises
L'une des douze brasseries de la Dordogne est implantée sur la commune, avec « la Lutine », une bière artisanale aux noix, qui porte le label Agriculture biologique.

## Culture locale et patrimoine

### Lieux et monuments

#### Patrimoine civil
Limeuil présente toutes les caractéristiques des villages médiévaux : son enceinte, ses portes, ses maisons, ses échoppes, ses latrines, ses andrones (au Moyen Âge, étroit boyau entre deux maisons très proches dans lequel s'écoulaient les eaux usées des latrines et des éviers).
- De la forteresse gauloise puis romaine puis médiévale, il ne reste que trois portes des XVe et XVIe siècles (porte du bas de la rue du Port, porte du Récluzou et la porte du Marquizat), la maison du porche dont le passage séparait le village "haut" du village "bas" et quelques vestiges de remparts[72].

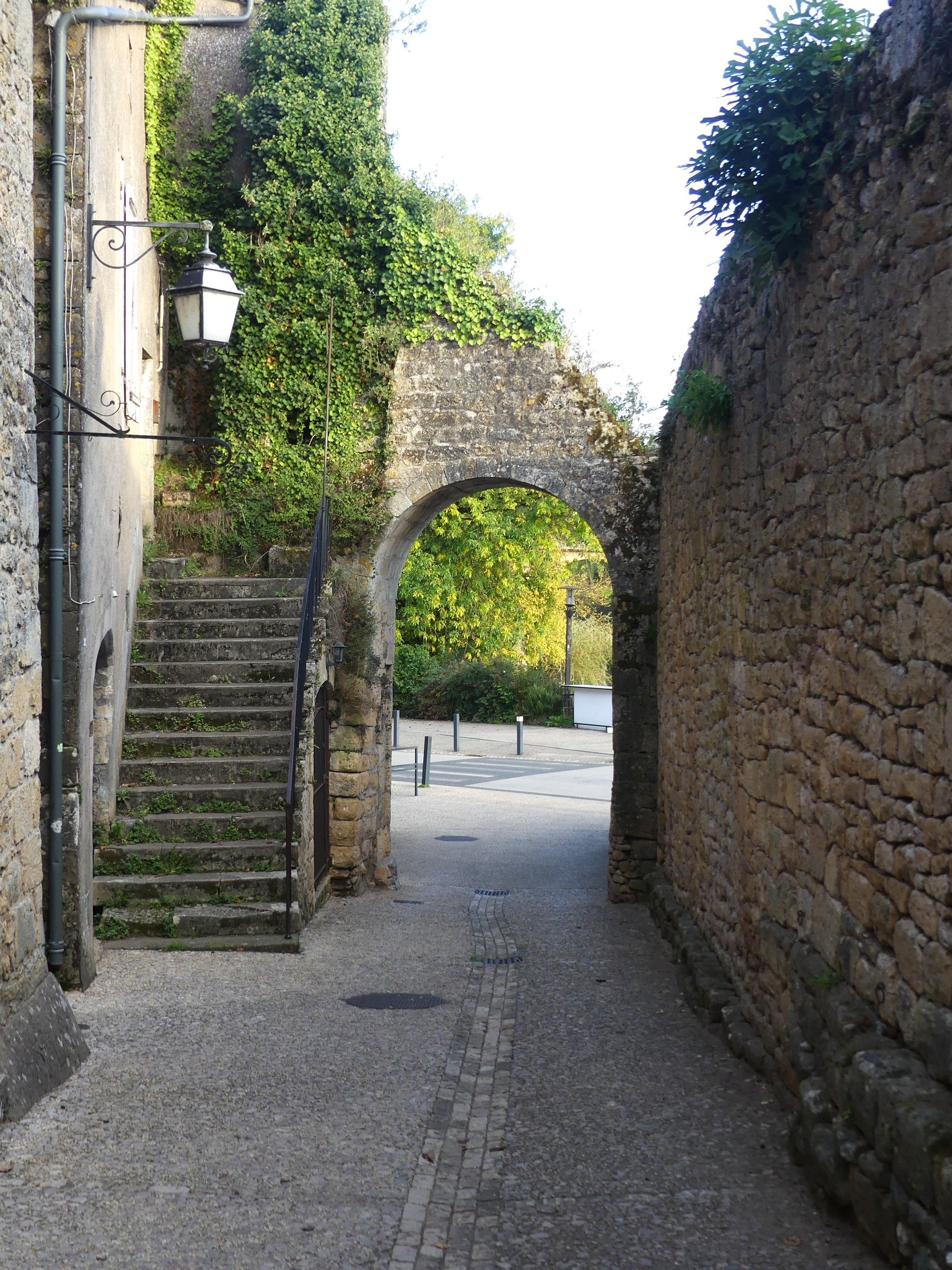
La porte du bas de la rue du Port.
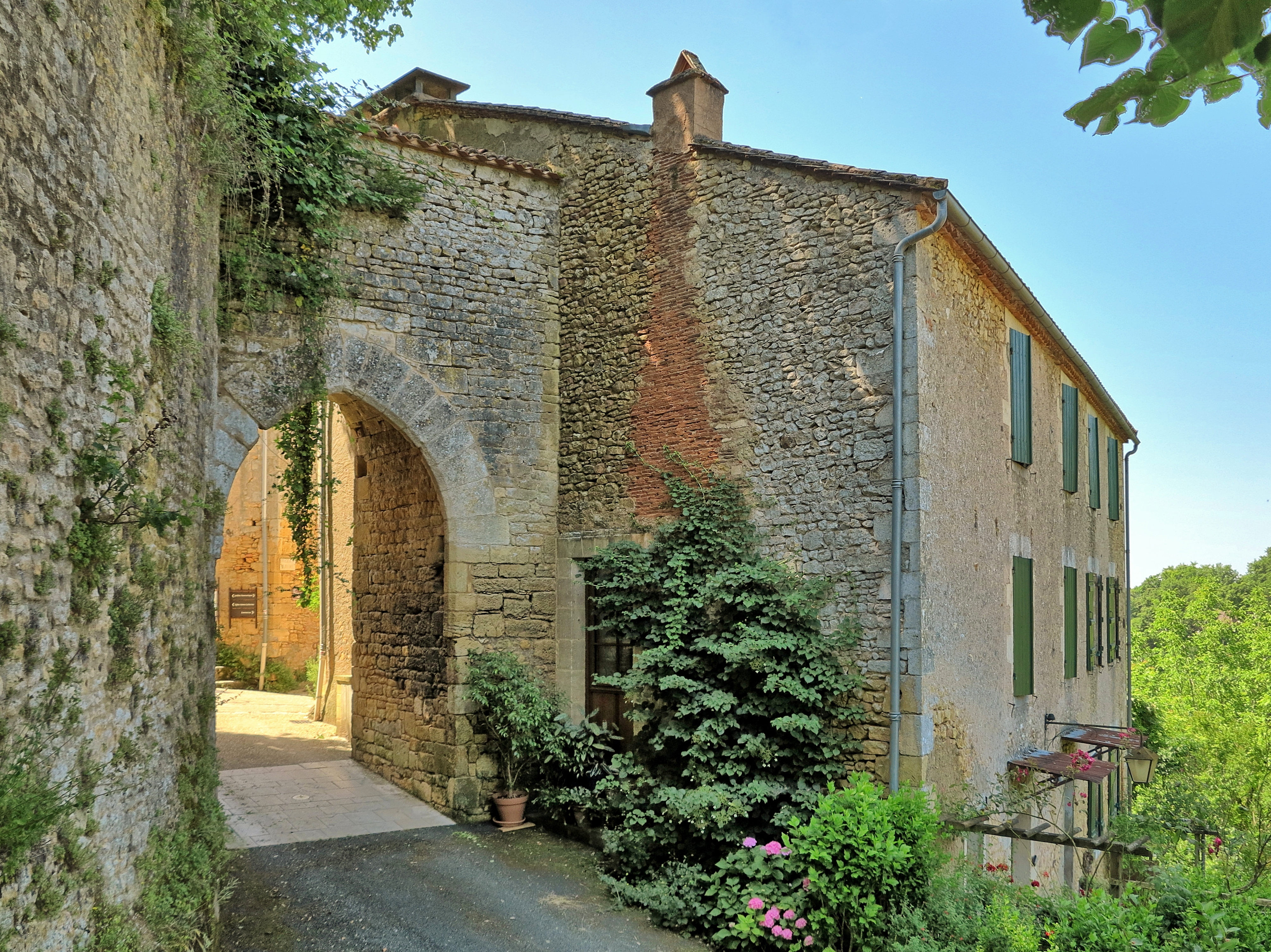
La porte du Recluzou.
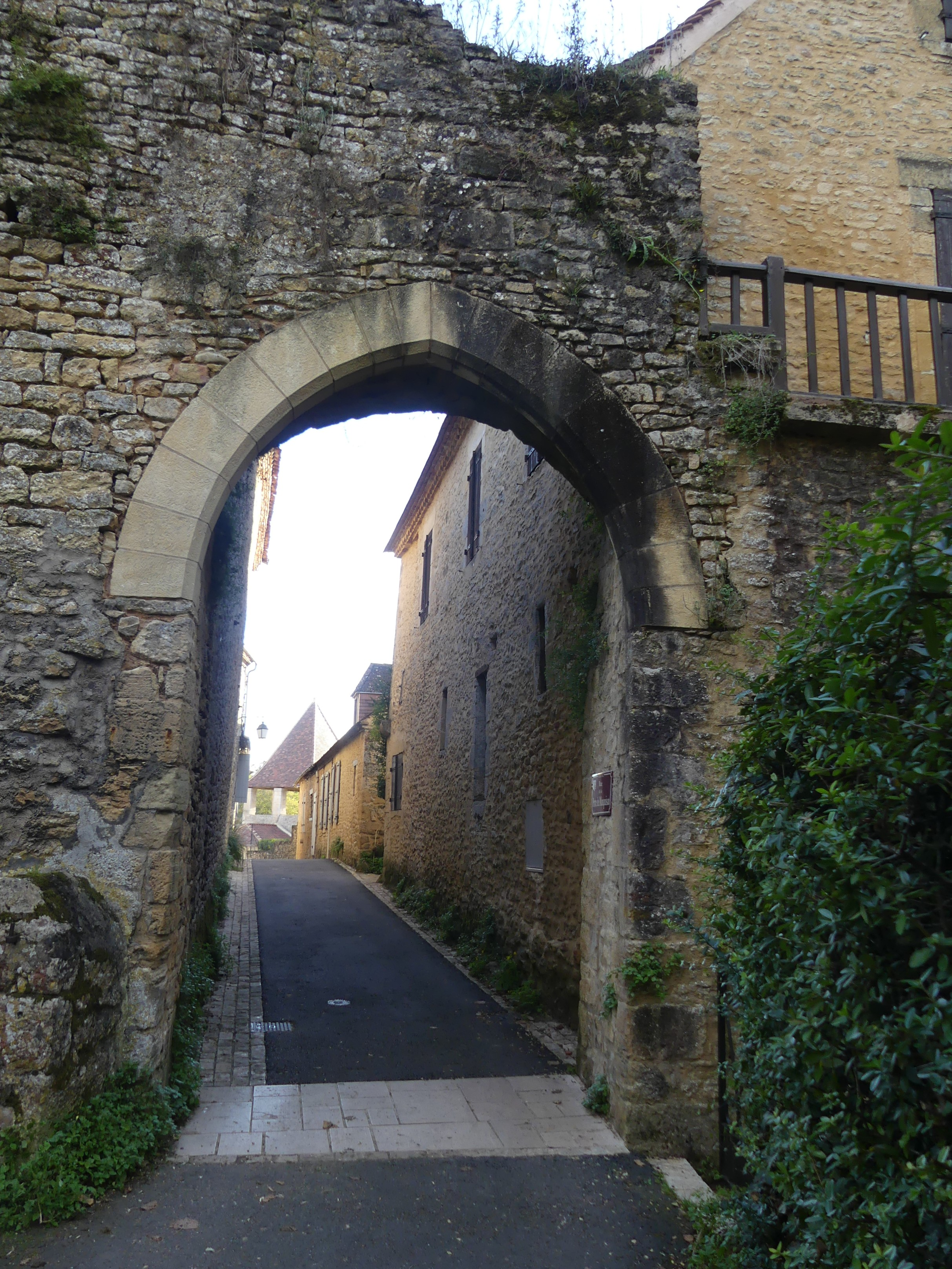
La porte de Marquisat.
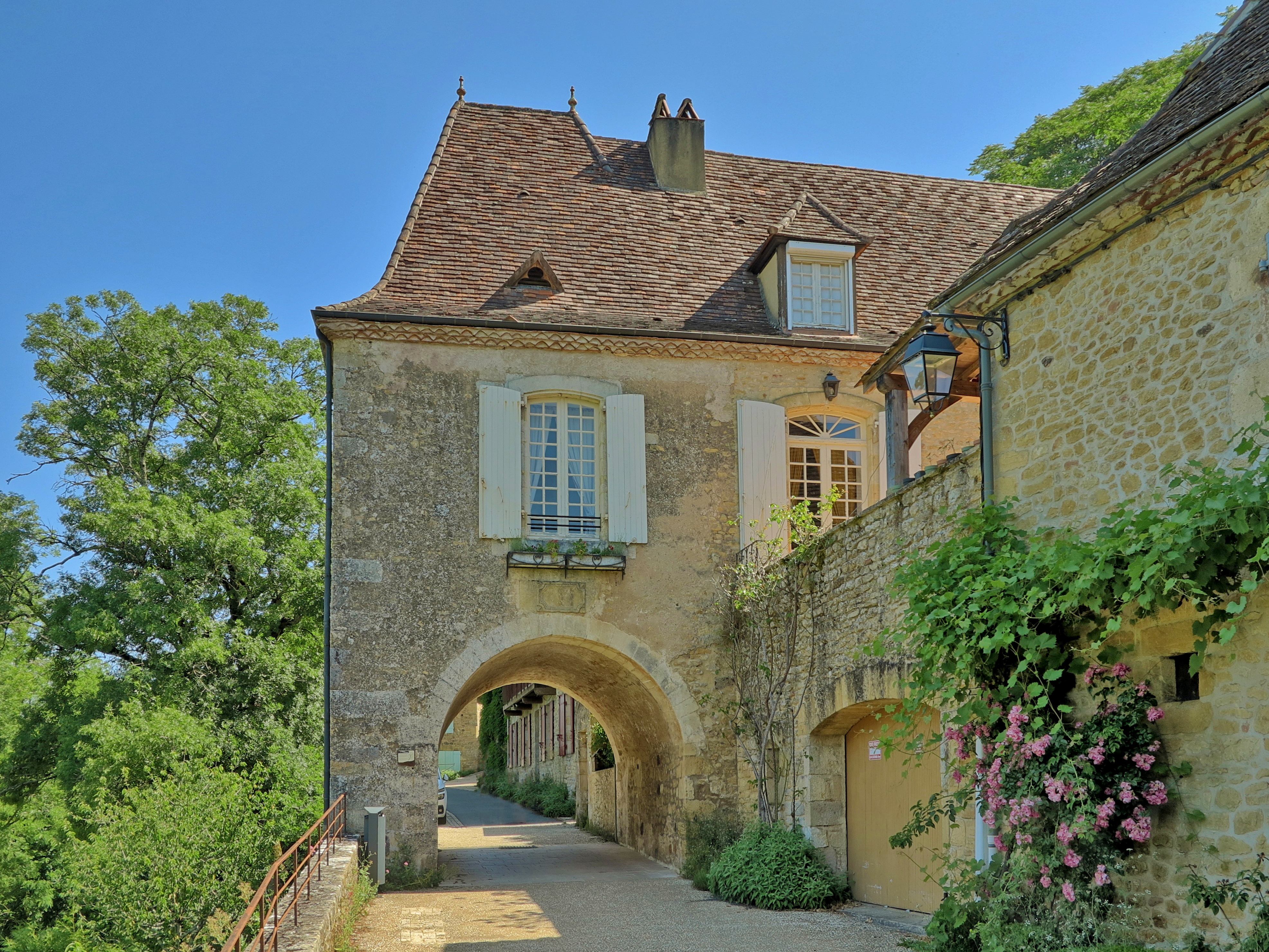
La maison du Porche.
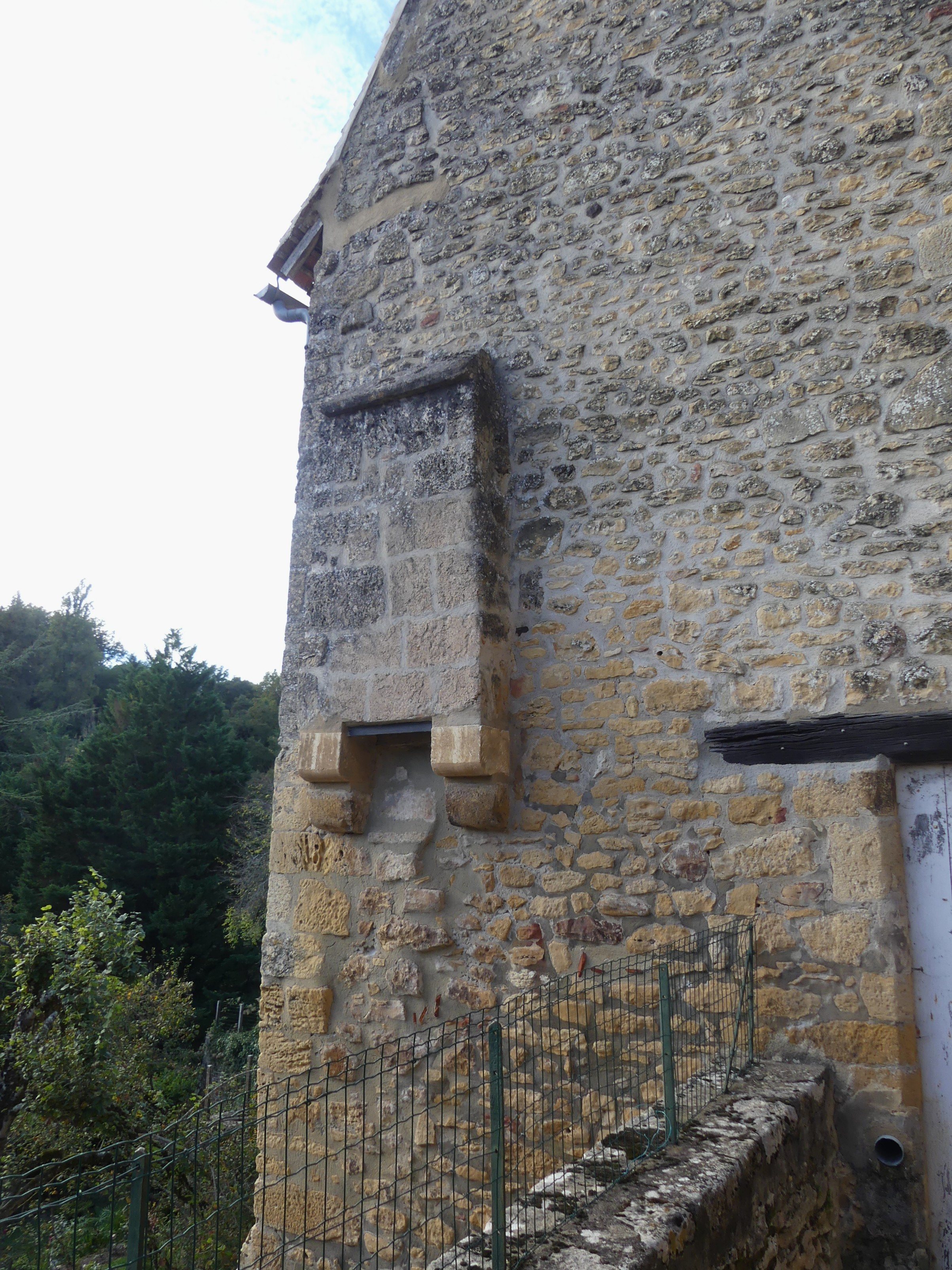
Latrines dans le village.
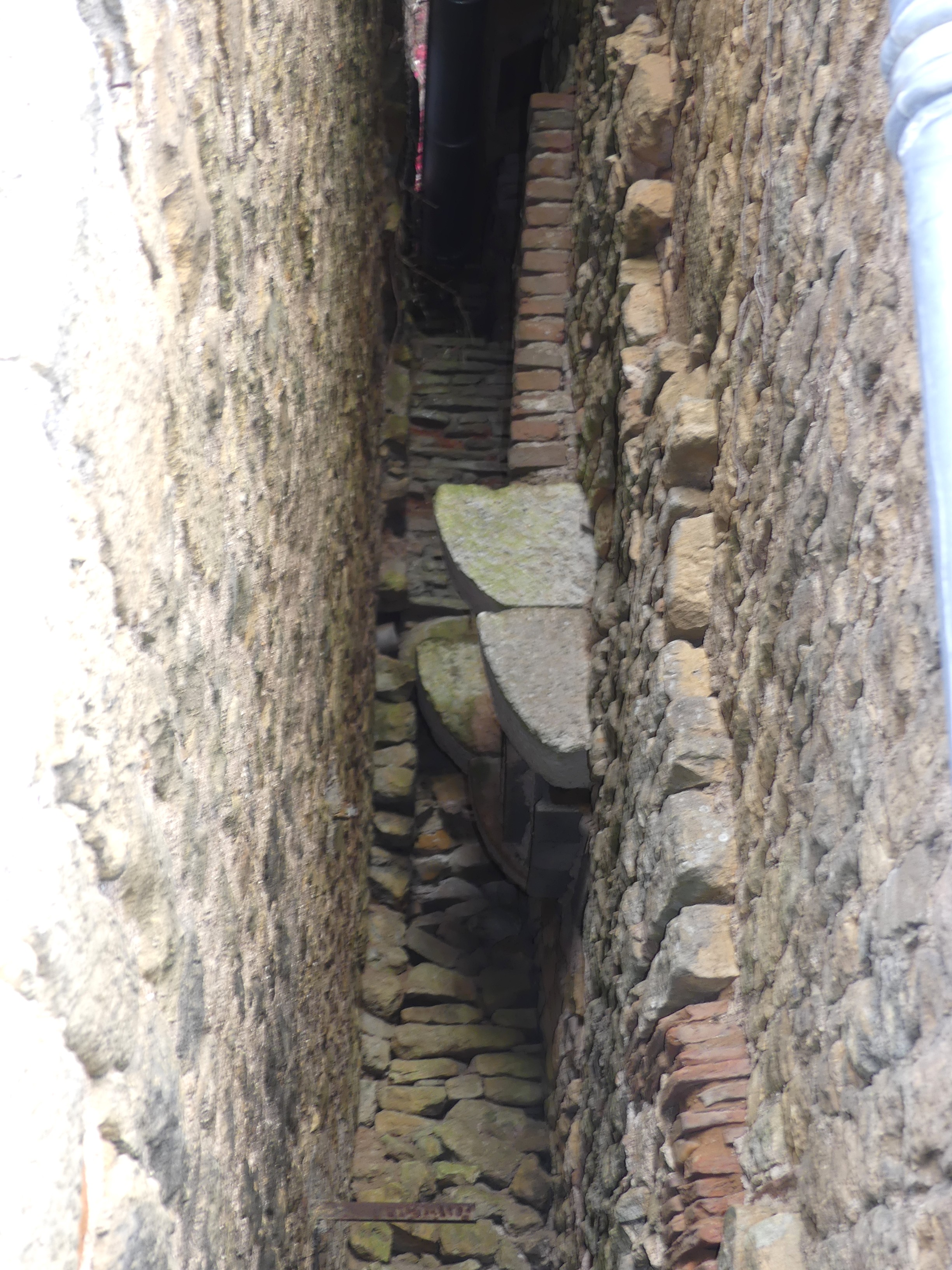
Une androne.

- Du château de Limeuil, il ne subsiste que la base du donjon, le puits, des souterrains et des voûtes[72]. Le château est racheté en 1902 par Fernand Linarès, médecin du Sultan du Maroc, époque à laquelle sont créés les jardins à l'anglaise. À la mort du docteur, les jardins sont laissés à l'abandon. La commune les rachète en 1997 et les confie en 2007 à l'association Au Fil du Temps, pour les faire revivre et leur redonner leur cachet d'antan.

- Les jardins panoramiques de Limeuil : situés à l'emplacement de l'ancien château fort du village qui se dressait sur un éperon rocheux, ils offrent une vue panoramique sur le village et le confluent Dordogne-Vézère[104]. Ils présentent un jardin à l'anglaise ponctué de panneaux d'interprétation[104]. En juillet et en août, différents ateliers sont proposés (tissage, vannerie, teinture, feutre, fabrication de feuillards, land art).

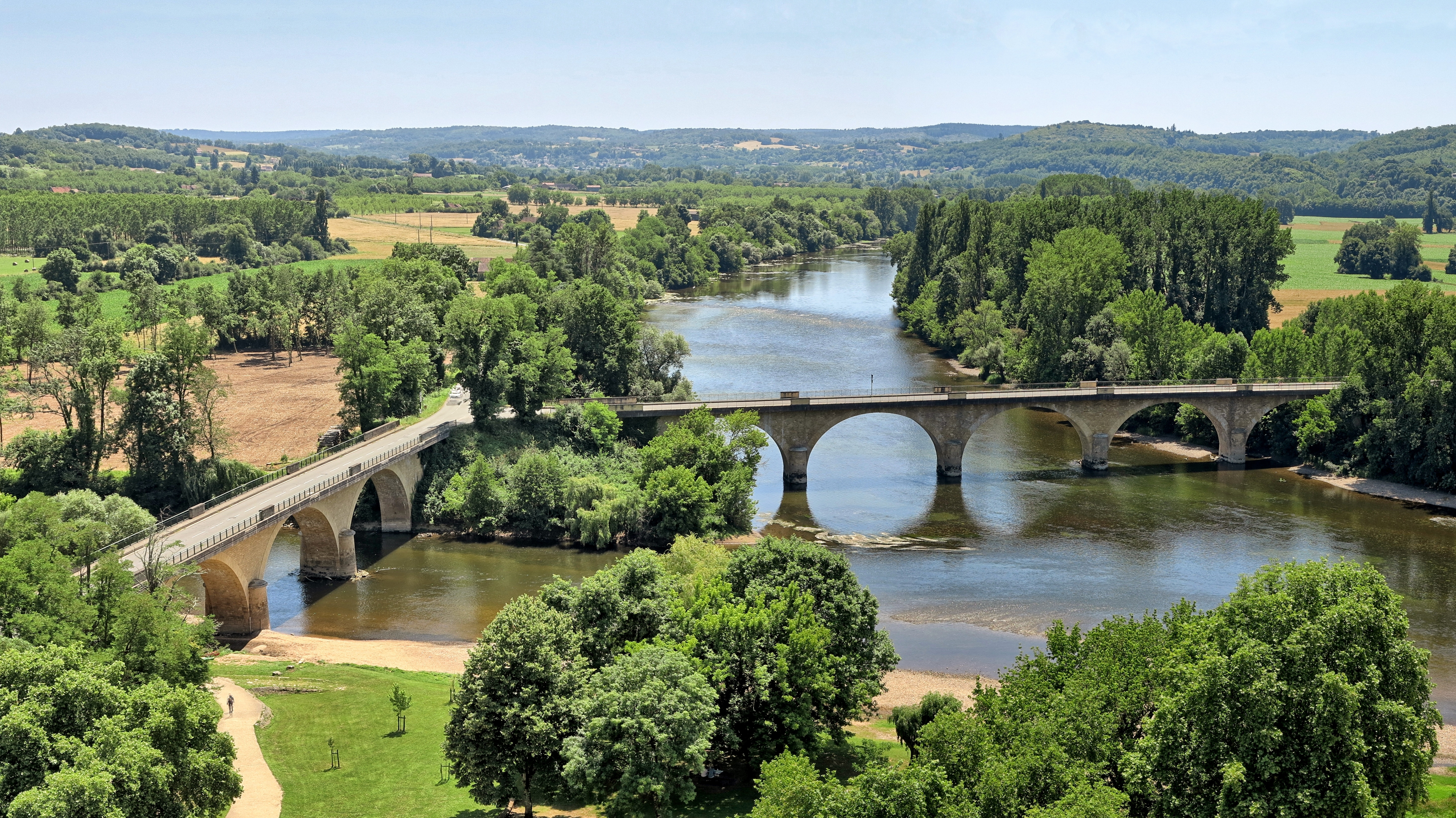
Vue sur la conflence Dordogne-Vézère.
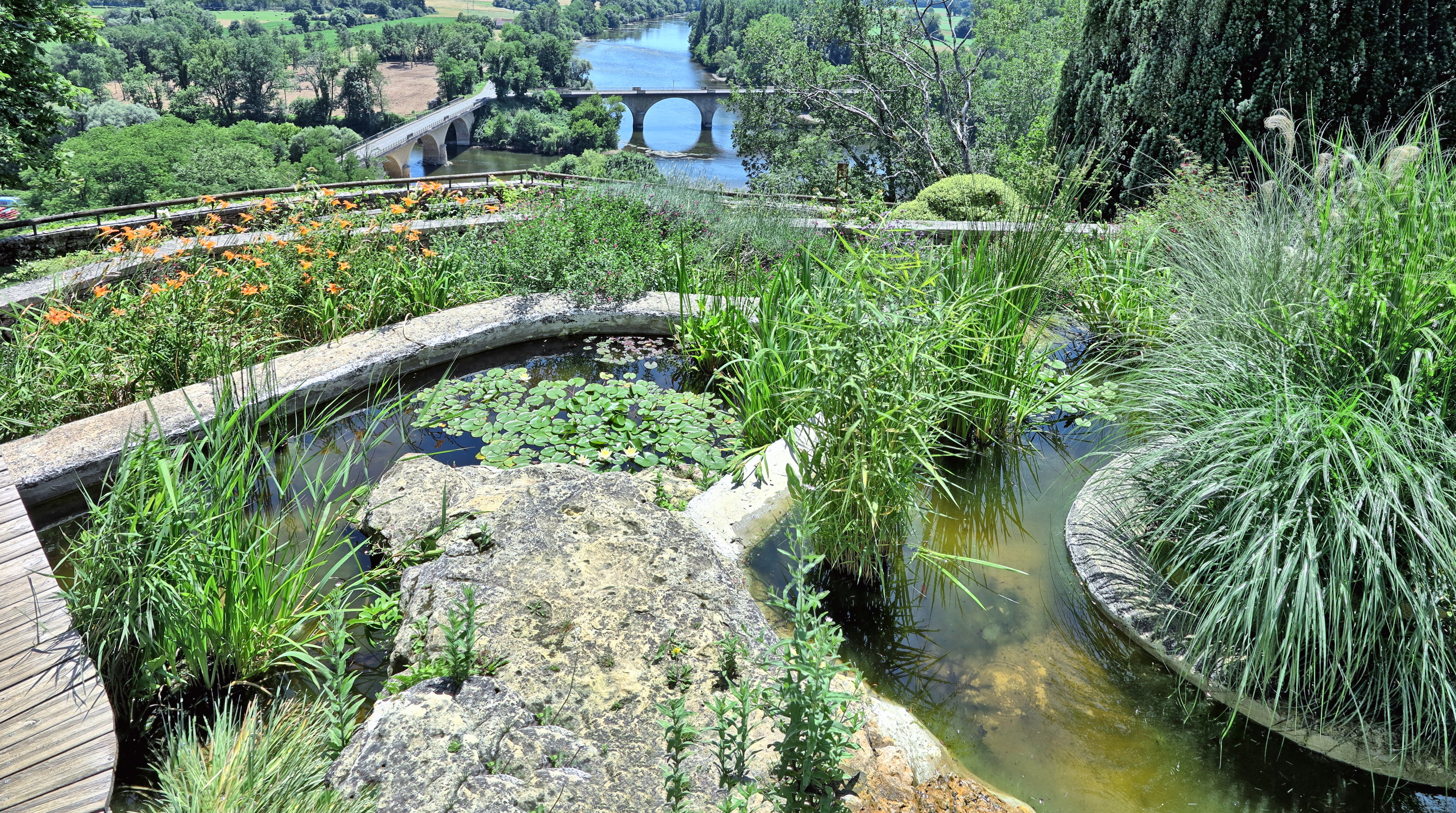
Le jardin d'eau dominant le confluent.
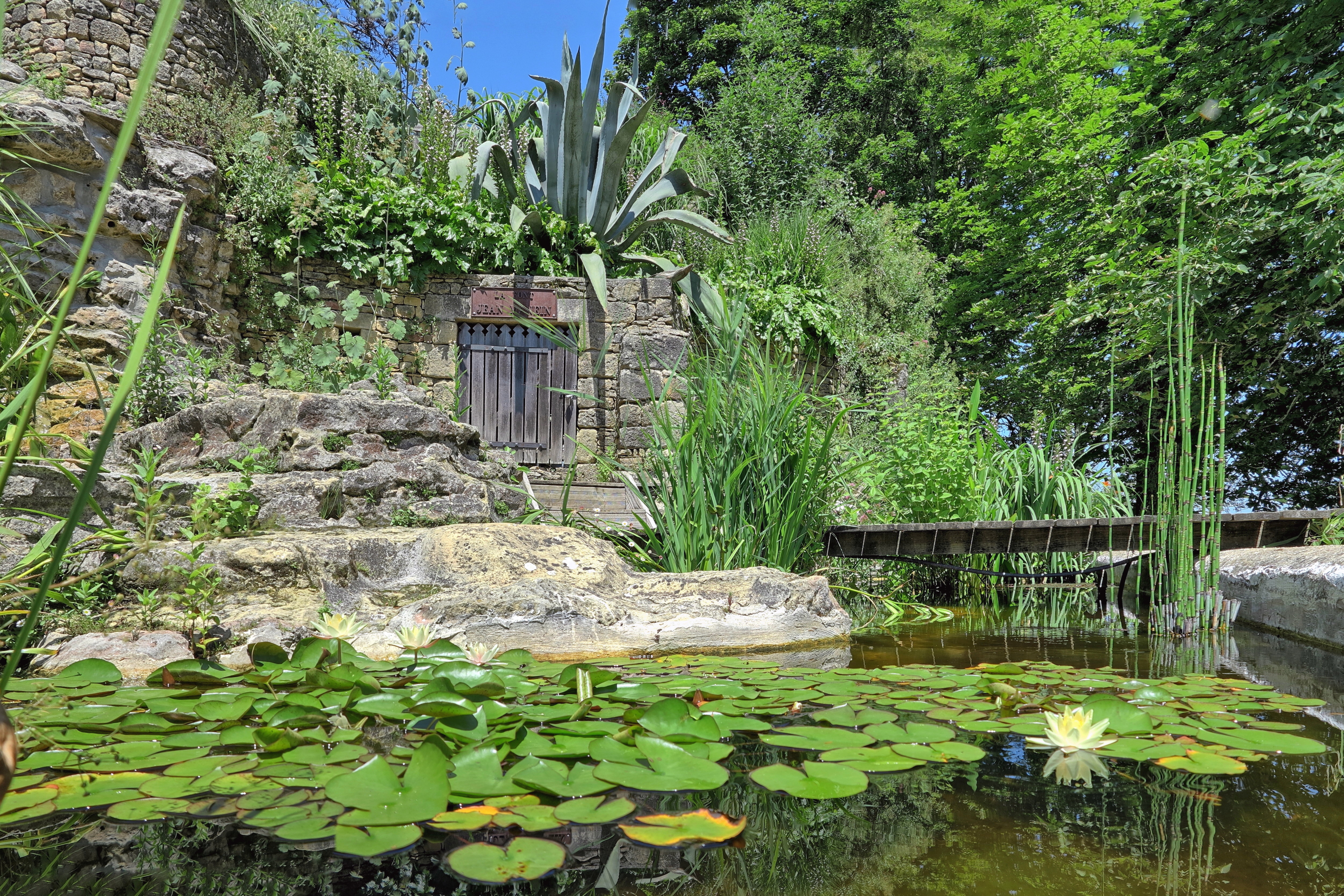
Le jardin d'eau.
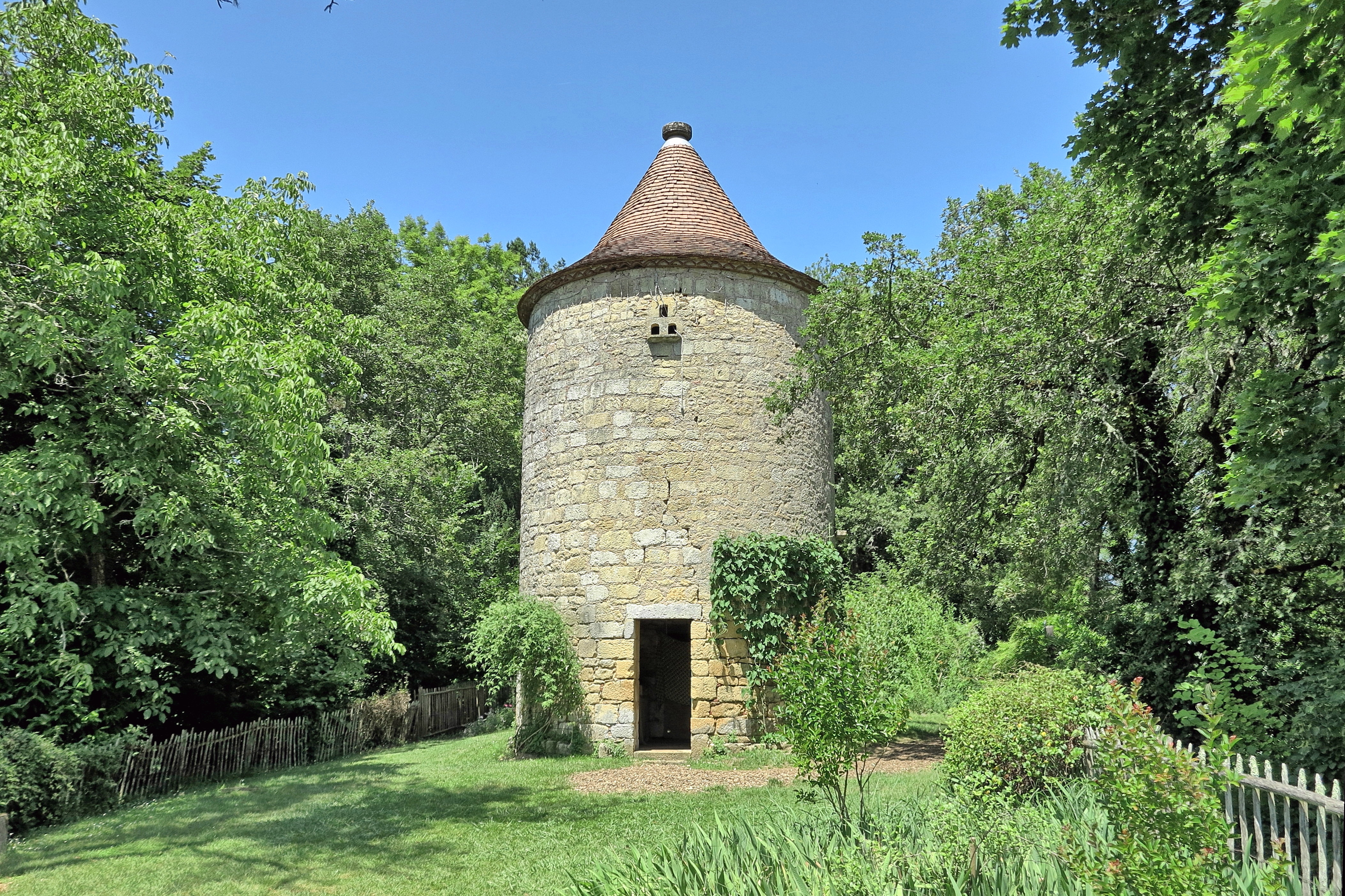
Le pigeonnier.

Plusieurs petits châteaux et manoirs parsèment aussi la commune :
- Château de la Péchere du XIXe siècle[105].
- Château de Fontgauffier, ou Fongaufié, du XVIIIe siècle[106].
- Manoir de Larmandie du XVe siècle[107].
- Château de Queynat, gentilhommière du XVe siècle[108].
- Château de la Vitrolle, attesté en 1718 (maison noble de la Viterolle) ; en juin 1944, il sert de quartier général pour l'État-major interallié de la Résistance[109]. Au XXIe siècle, c'est un domaine viticole aménagé en résidence de tourisme et gîtes[110]

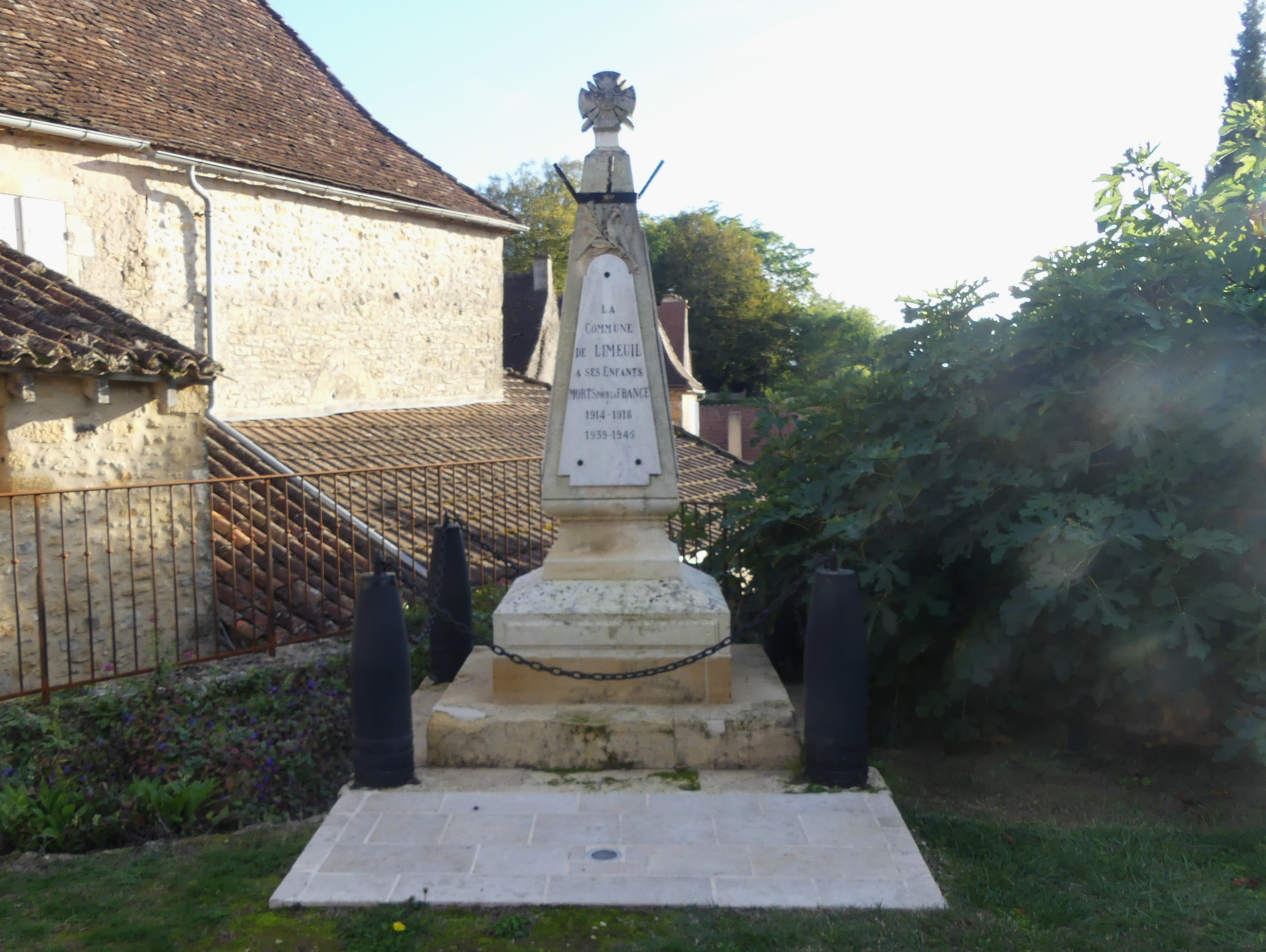
Le monument aux morts.
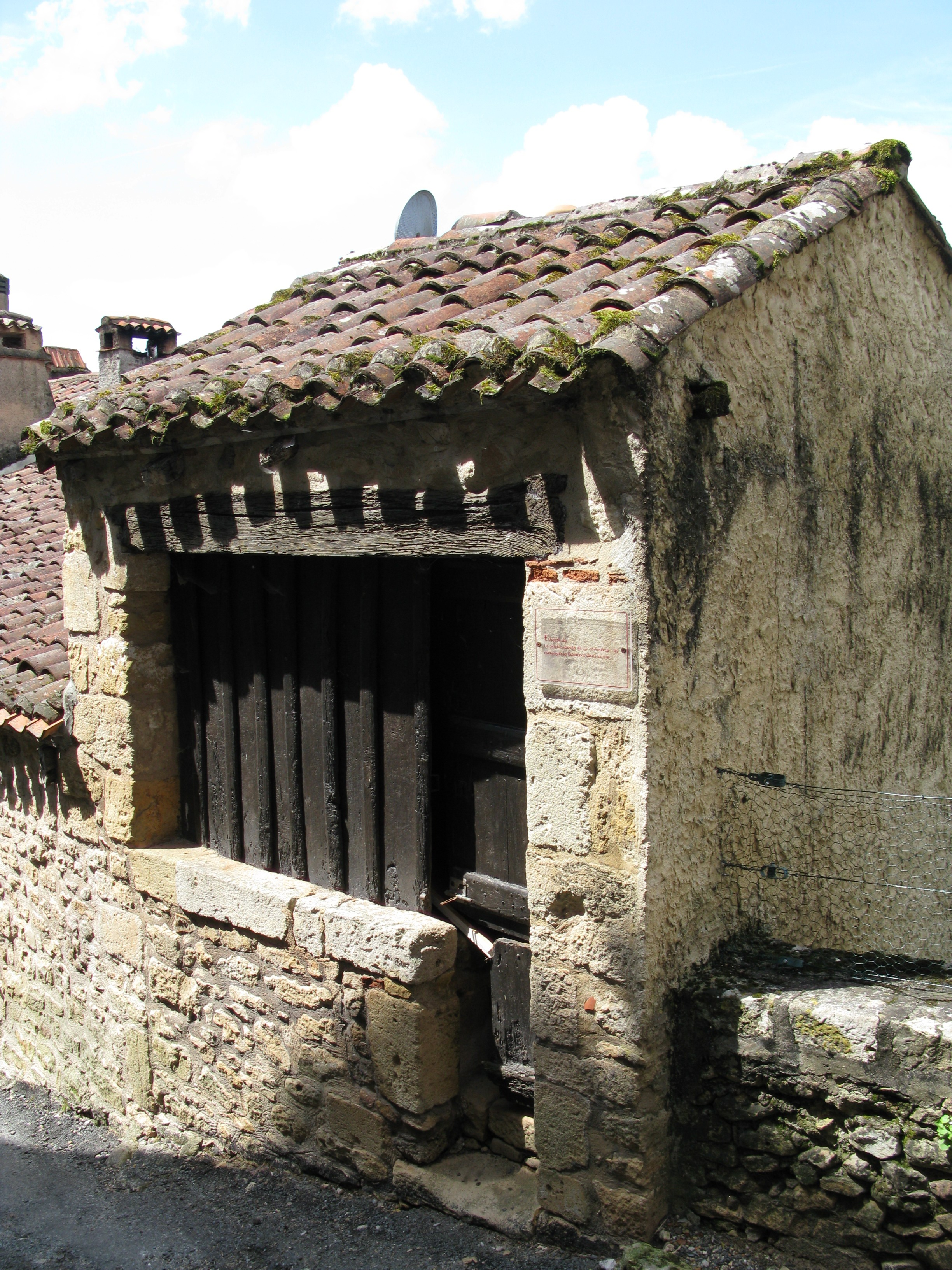
Une échoppe du village.
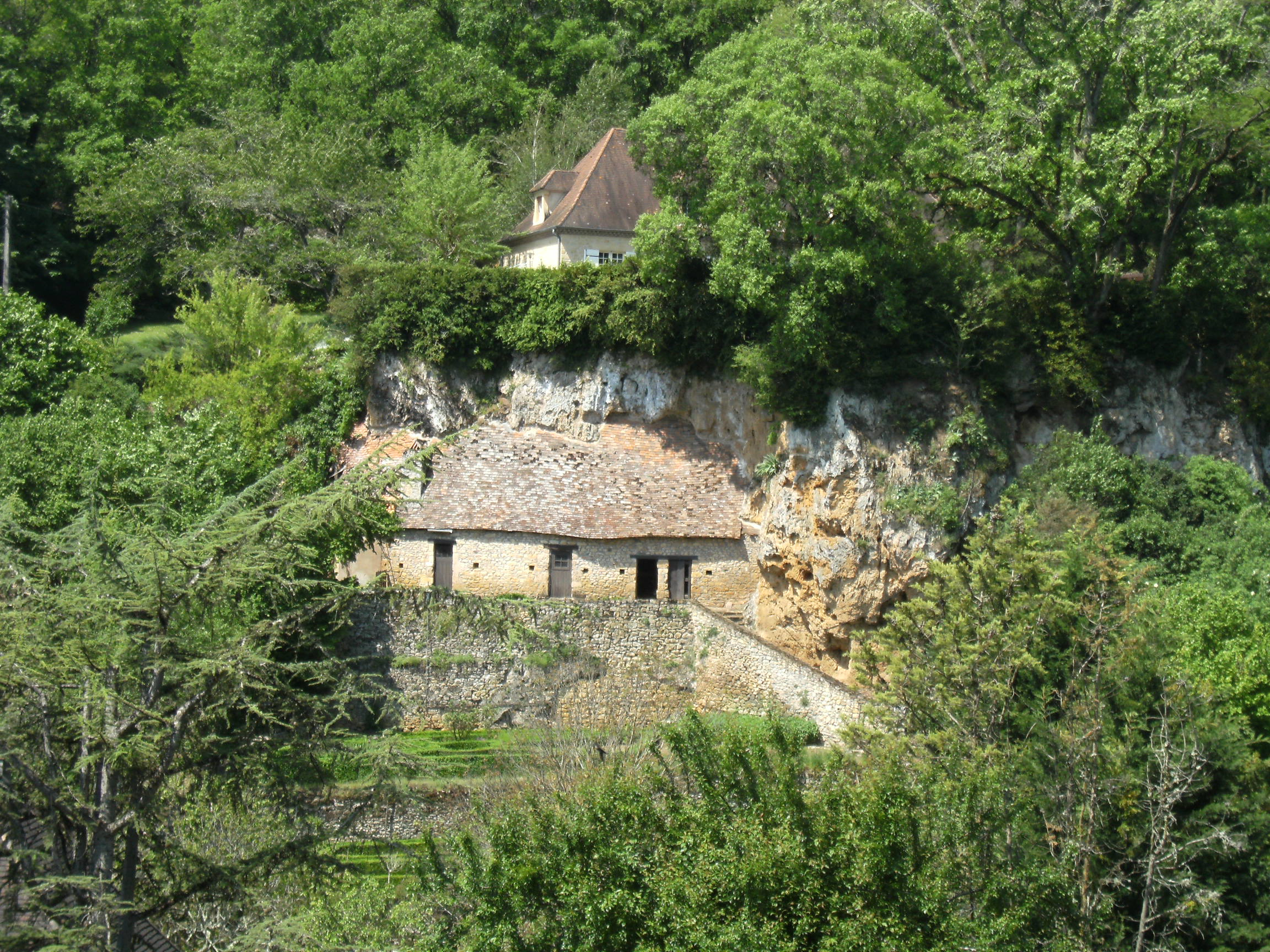
Maison troglodytique.

#### Patrimoine religieux
- La chapelle Saint-Martin est une ancienne église romane[111],[112] édifiée entre le XIIe et le XIVe siècle[113]. Elle est consacrée en 1194 comme l'atteste la plaque commémorative classée au titre des monuments historiques en 1905[114]. Le diacre Ebrard de Vilars qui a assisté à la consécration meurt en 1230 et son épitaphe est gravée sur une plaque funéraire, à l'extérieur, à droite du portail, cette plaque étant elle aussi classée au titre des monuments historiques en 1905[115]. Seconde église paroissiale de Limeuil en 1276, l'église Saint-Martin était située sur un chemin de Saint-Jacques-de-Compostelle. À la Révolution, elle est vendue comme bien national. Devenue église annexe en 1841, elle est classée au titre des monuments historiques en 1965[113]. L'église était autrefois entièrement peinte. Les peintures ont été retrouvées en 1960 sous l'épaisse couche d'enduits. Des fragments de peintures murales du XVe siècle sont encore visibles sur l'abside (l'Adoration des mages, la Fuite en Égypte, la Crucifixion, la  Descente de croix et la Présentation de Jésus au Temple), peintures classées au titre des monuments historiques[116]. Dans le croisillon nord, on peut voir un ange et une fresque représentant un évêque et un moine. Des litres avaient été peintes avec les armoiries des familles nobles : La Tour d'Auvergne, de Boulogne, de Turenne et de Bouillon[116]. Des vitraux ont été réalisés en 2000 par le maître verrier Gérard Hermet, de Chartres.

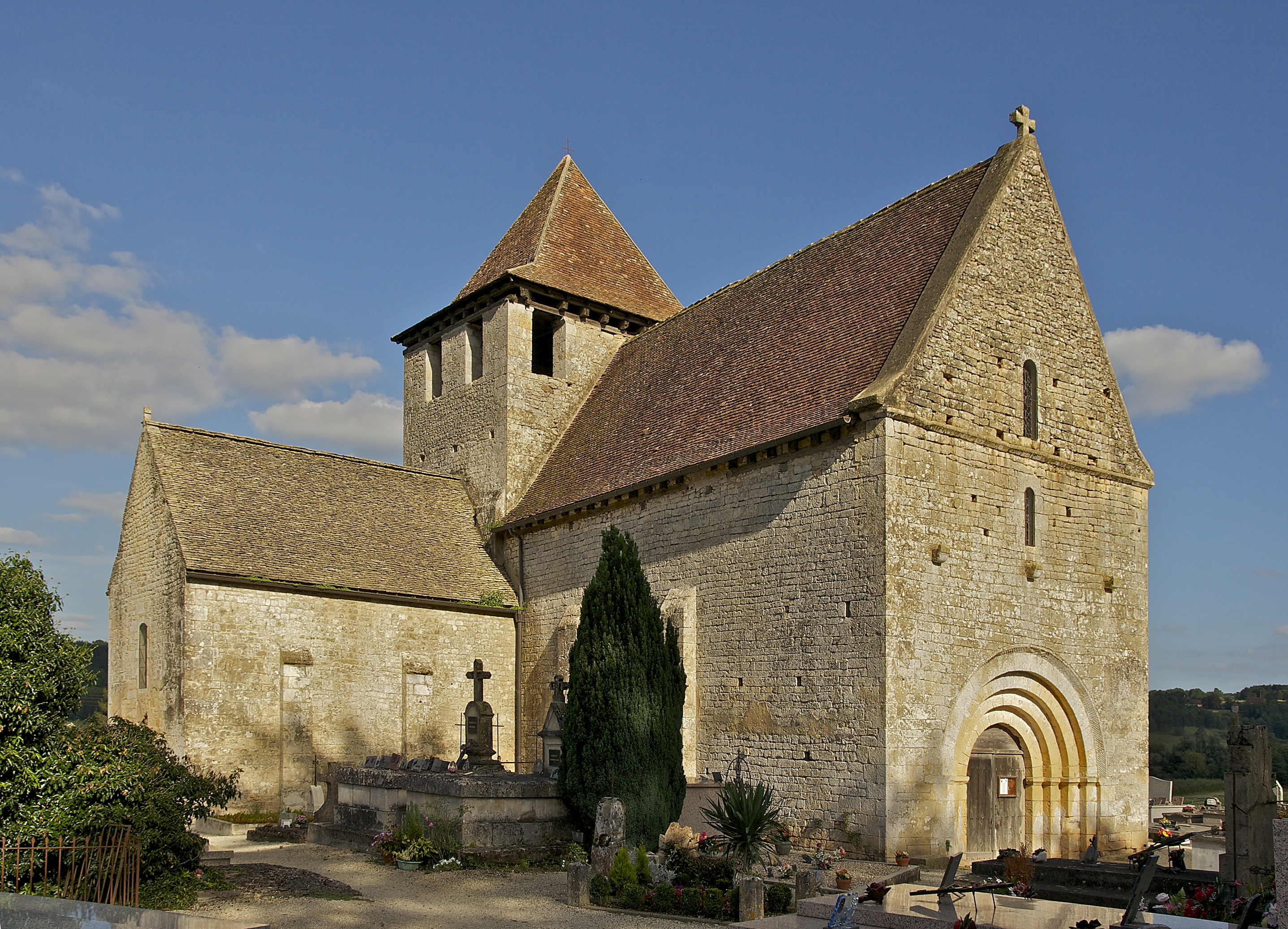
La chapelle Saint-Martin entourée de son cimetière.
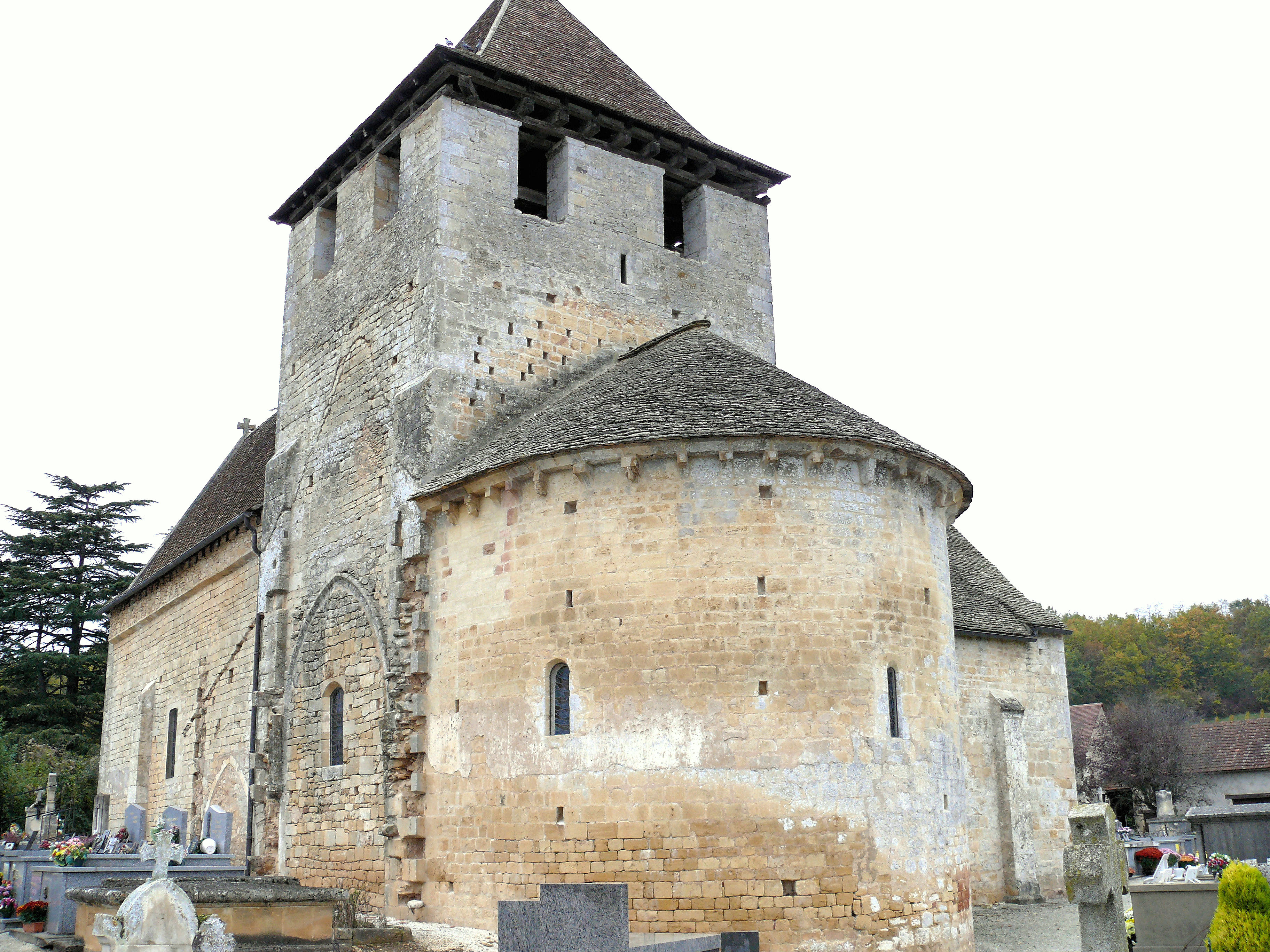
Son chevet.
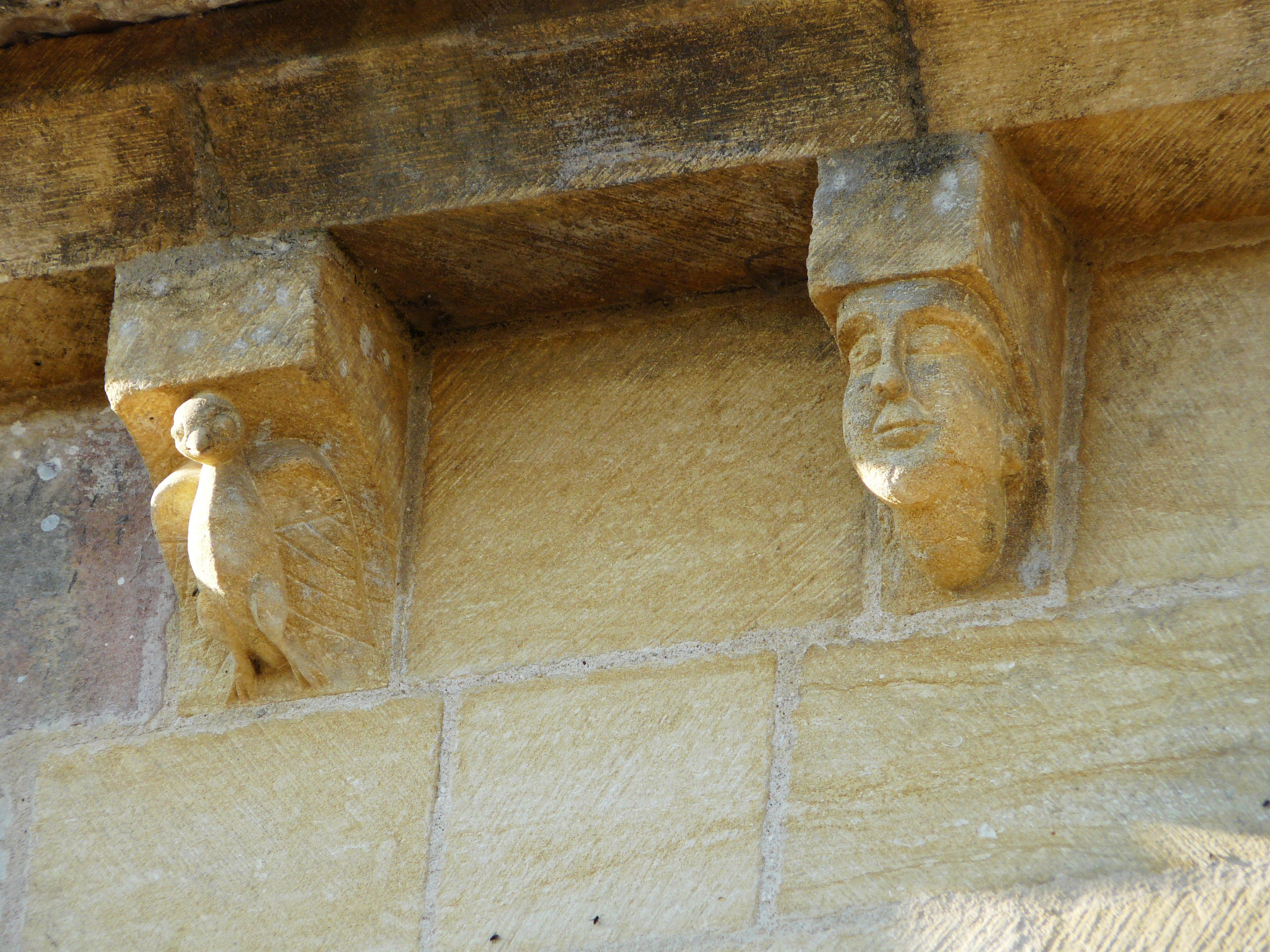
Modillons du chevet.
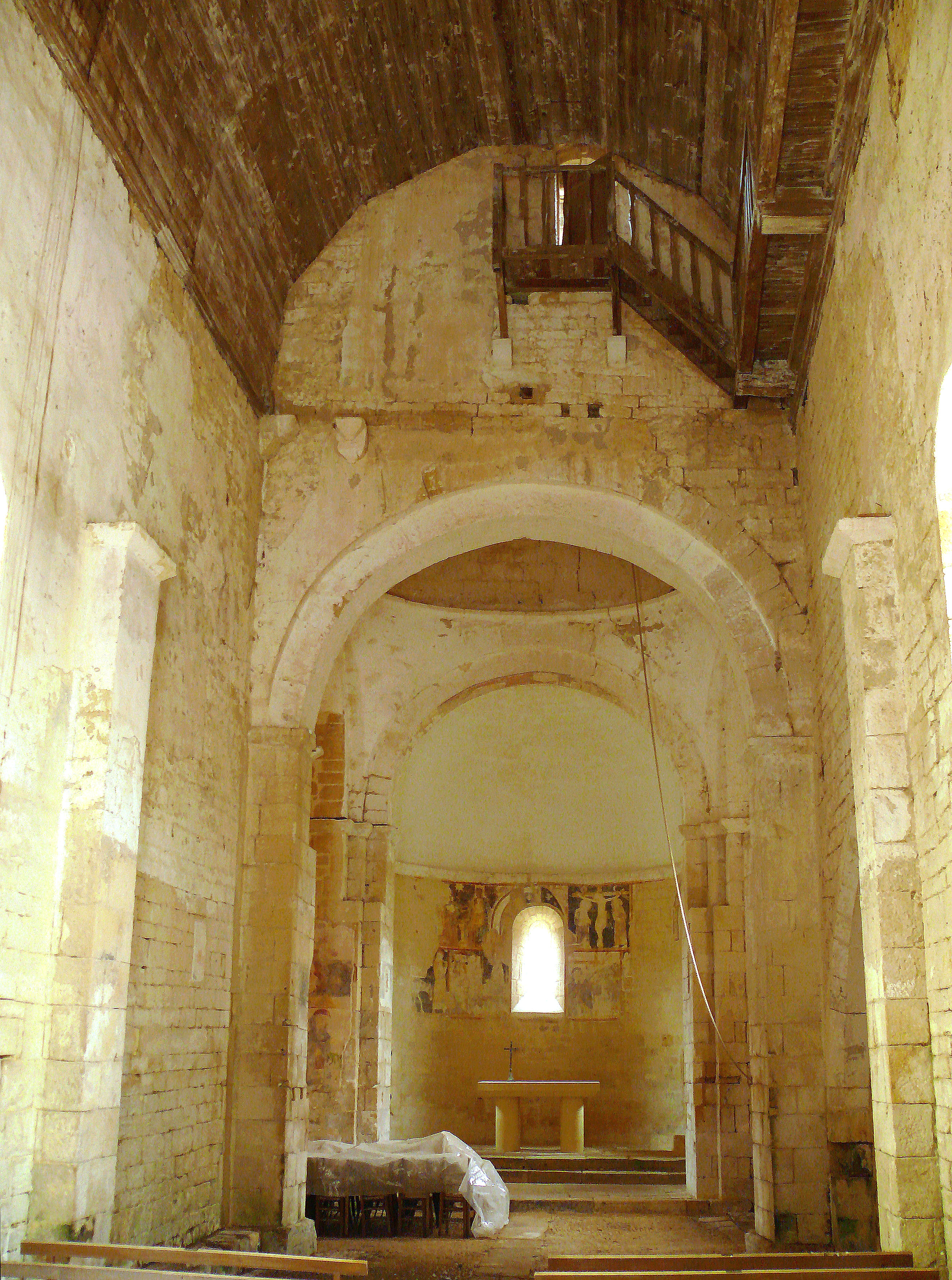
Sa nef.
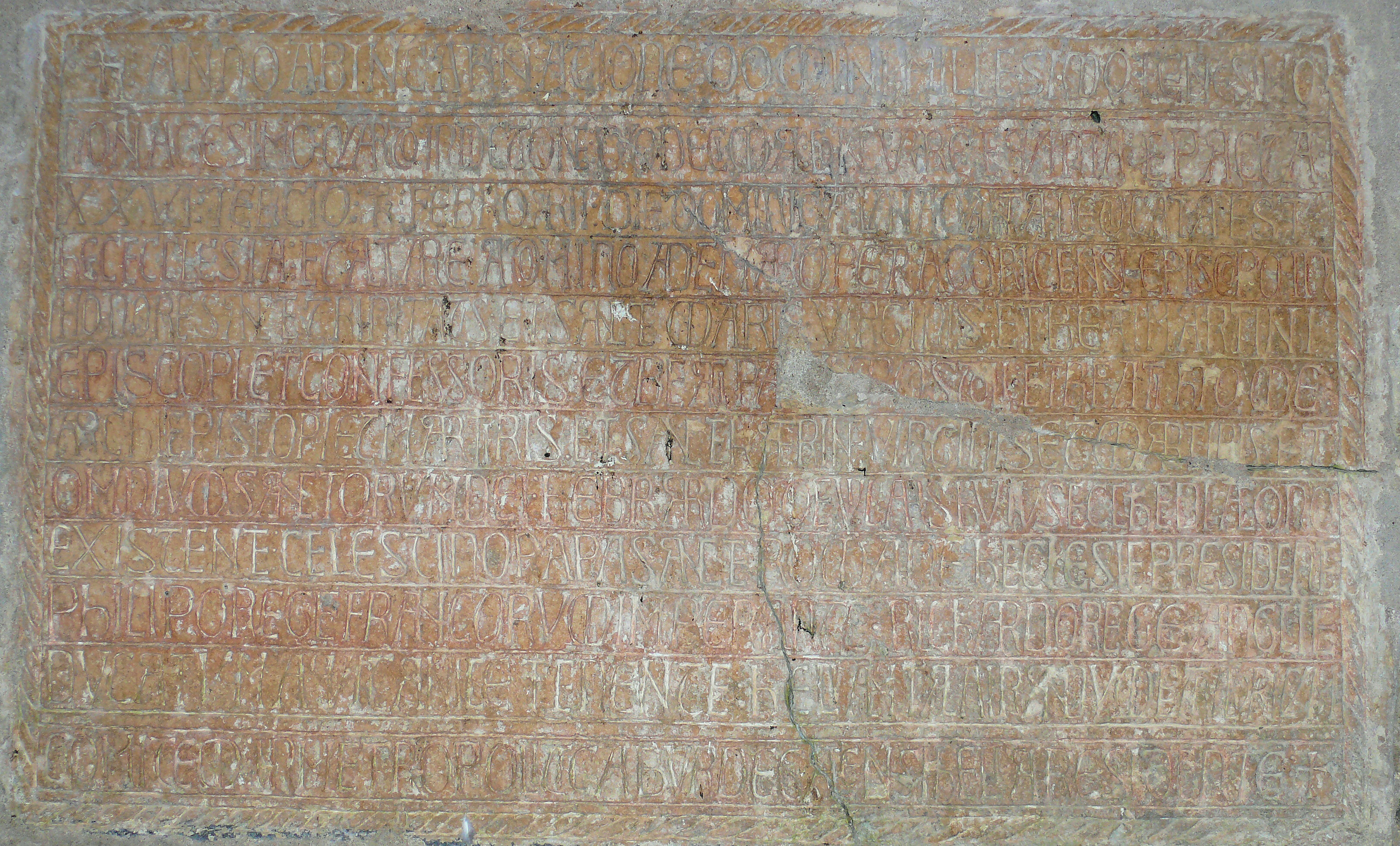
Sa pierre de dédicace.
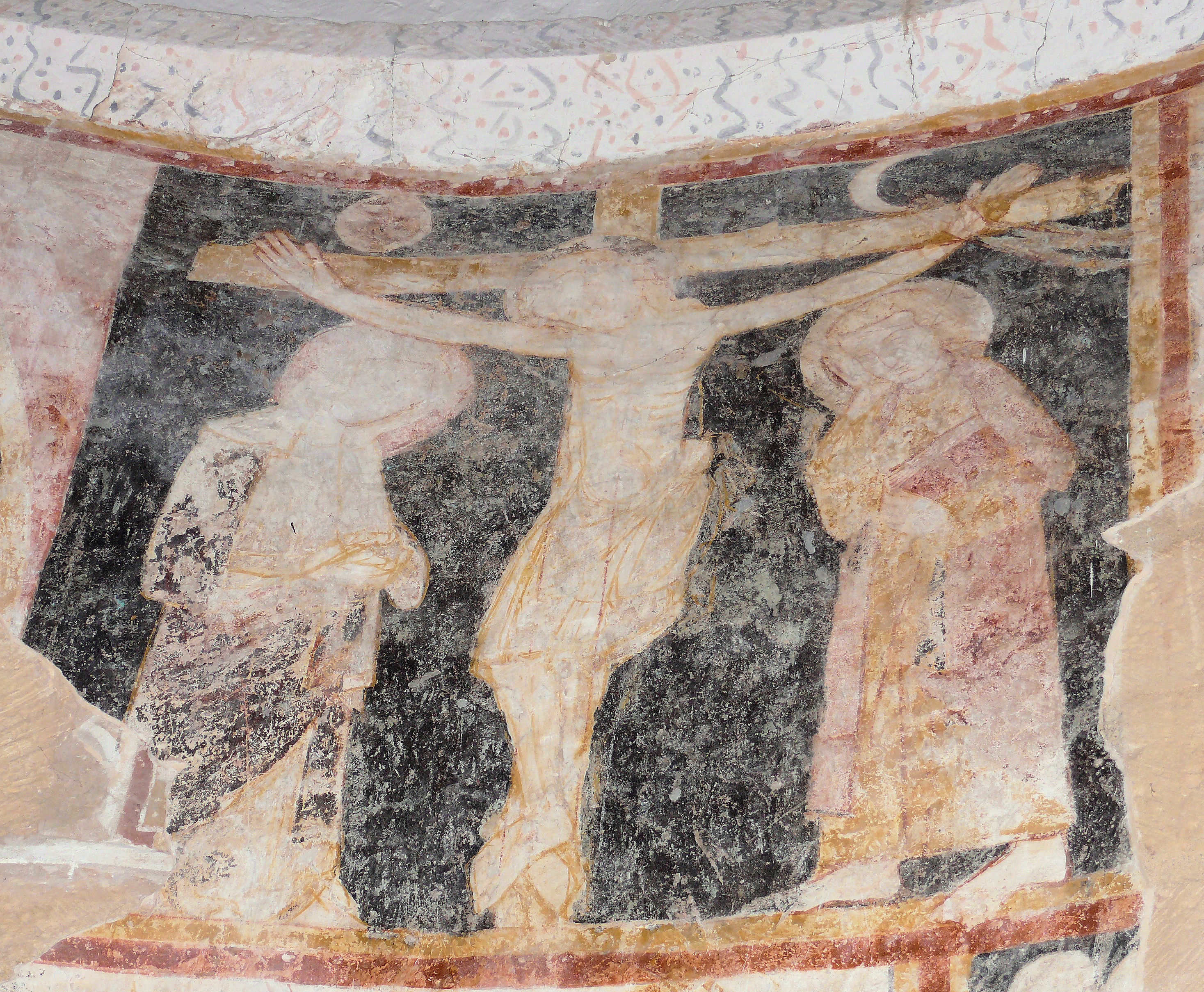
Fresque de la Crucifixion avec sinopia.

- Dédiée à sainte Catherine d'Alexandrie[117], l'église Sainte-Catherine devint officiellement l'église paroissiale de Limeuil au XIXe siècle, détrônant ainsi la chapelle Saint-Martin. Elle date des XIVe et XVe siècles mais repose sur des bases du XIIe siècle et son portail date du XIXe siècle. Plusieurs de ses objets sont protégés au titre des monuments historiques : la statue du XIVe siècle de la Vierge à l'Enfant, située au-dessus du portail, classée en 1956[118], une autre statue du XVIIe siècle représentant à nouveau la Vierge à l'Enfant, à l'intérieur, classée en 1961, appelée vierge noire des bateliers[119], deux statues du XVIIe siècle en bois polychrome représentant une sainte et un saint évêque, inscrites en 1985[120], ainsi qu'un ensemble du XVIIe siècle composé du retable, de l'autel et de deux têtes d'angelots, également inscrit en 1985[121].

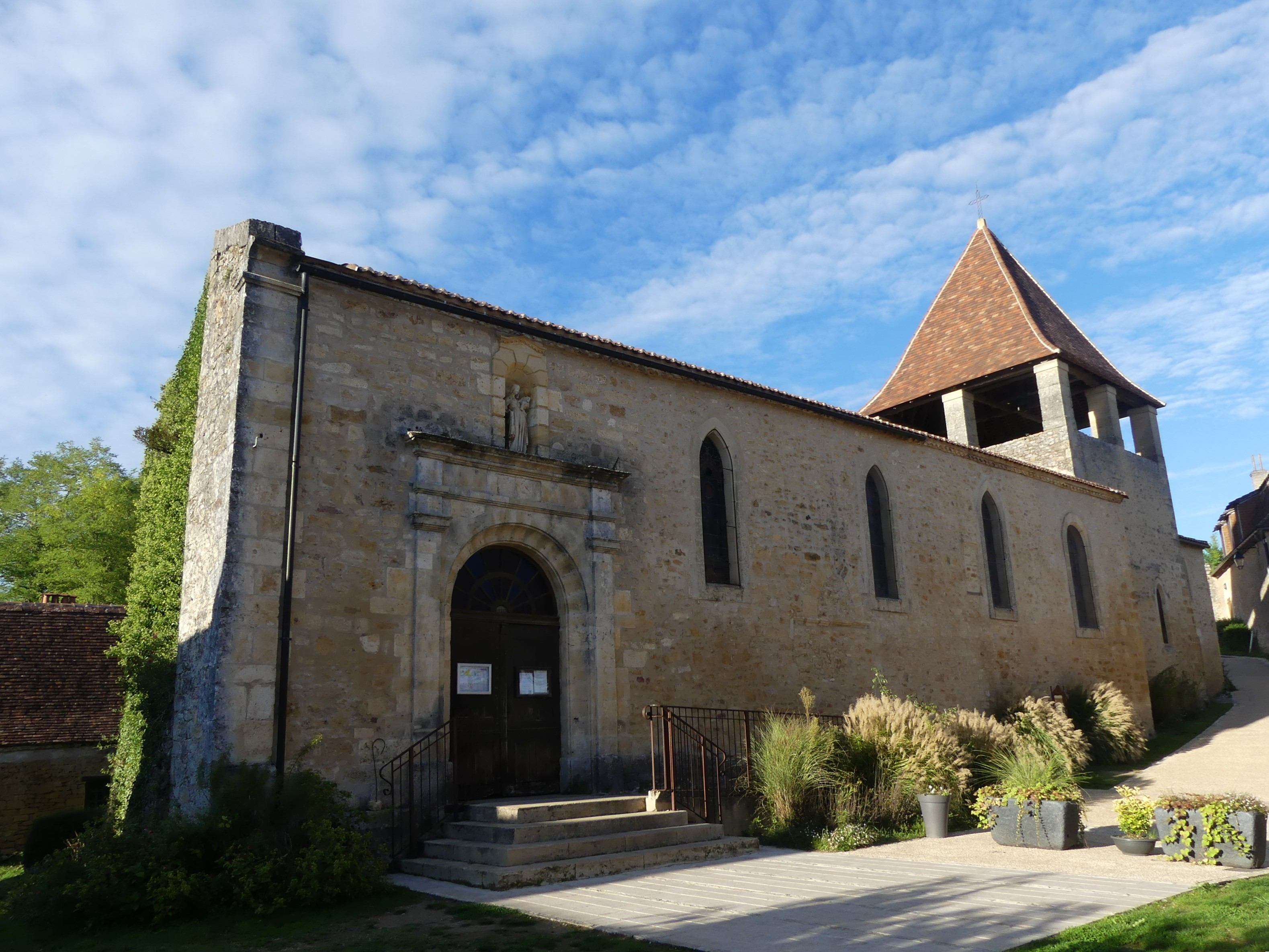
La façade sud de l'église Sainte-Catherine.
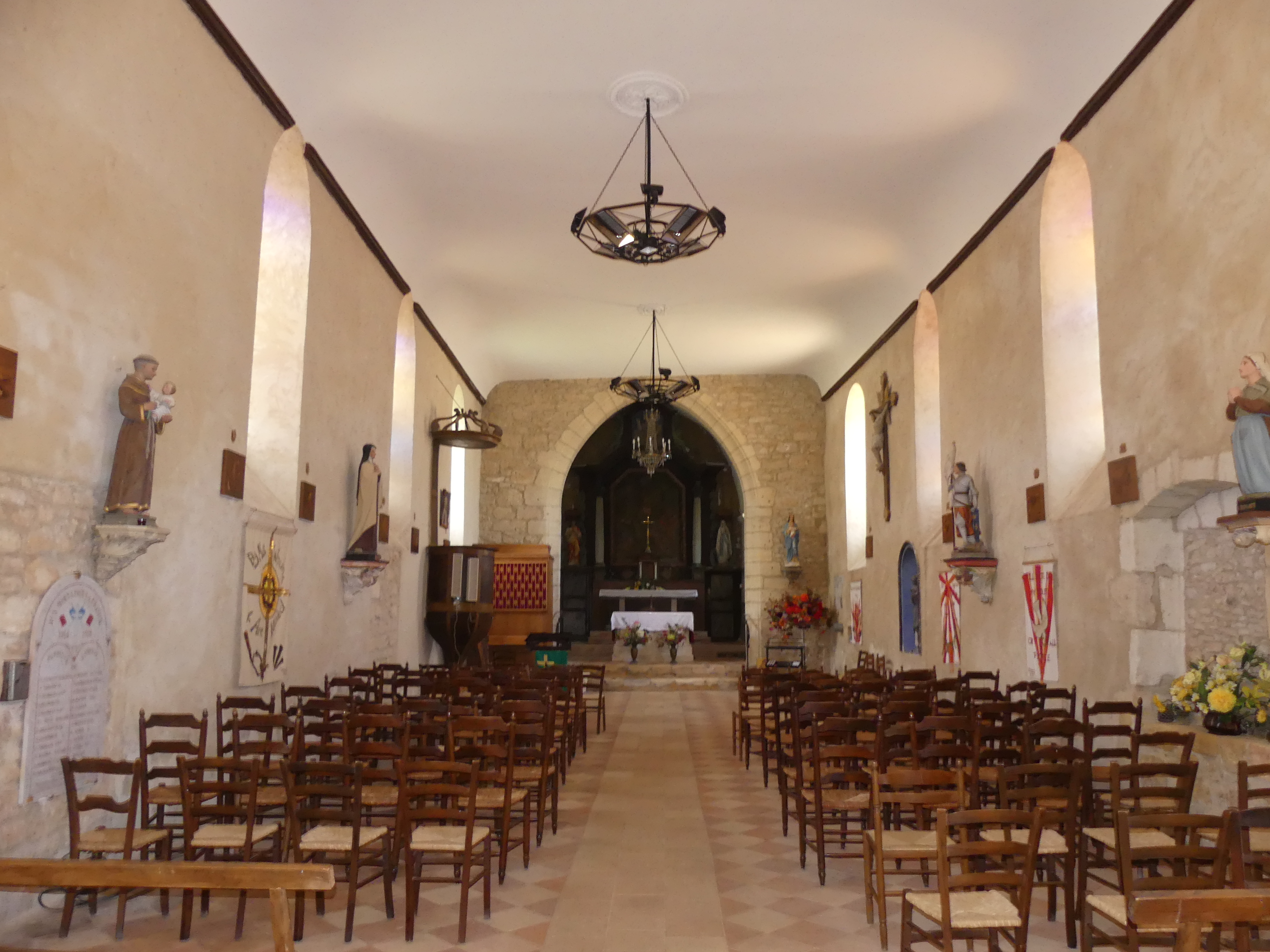
Sa nef.
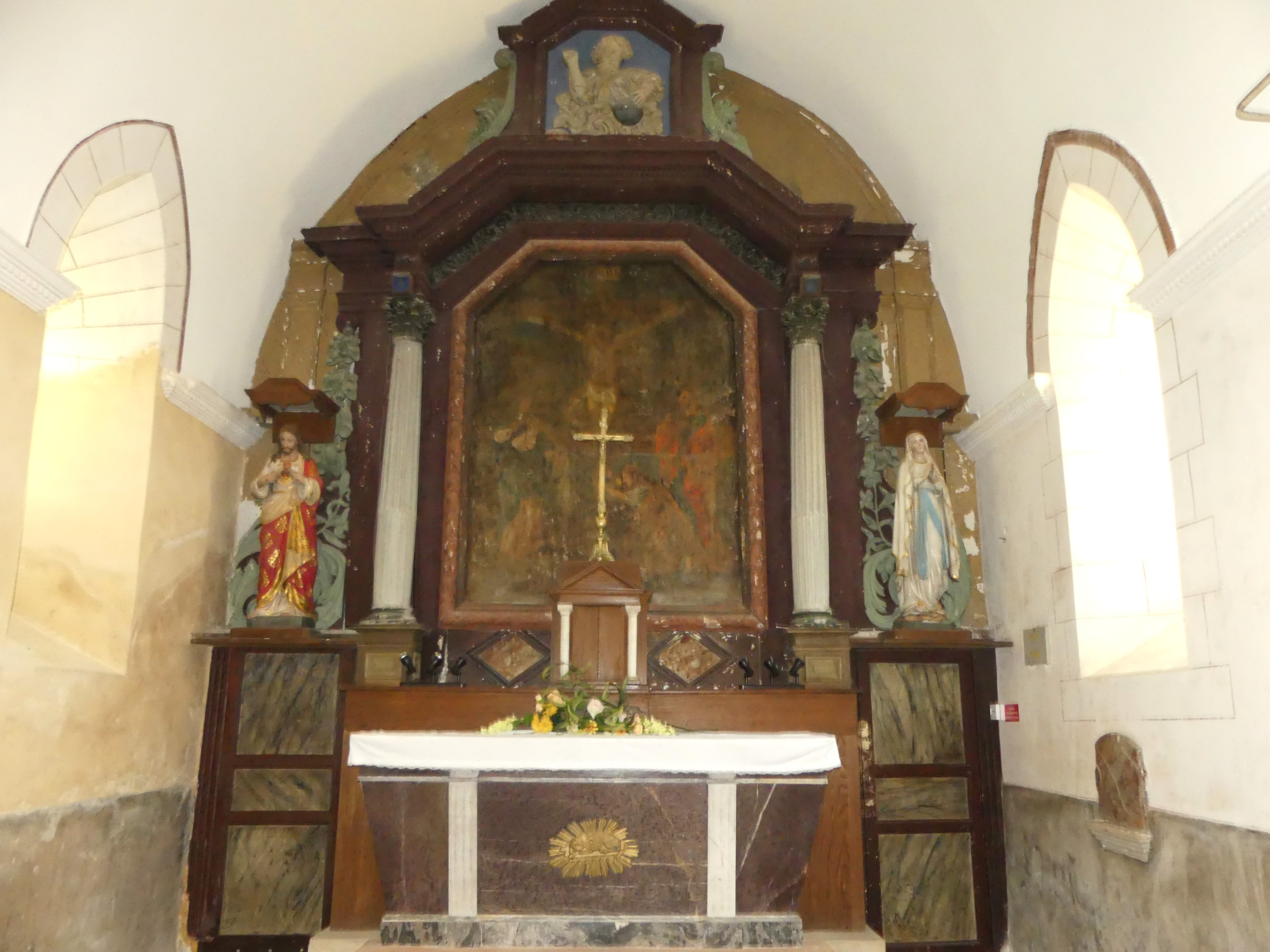
L'autel et le retable du XVIIe siècle.
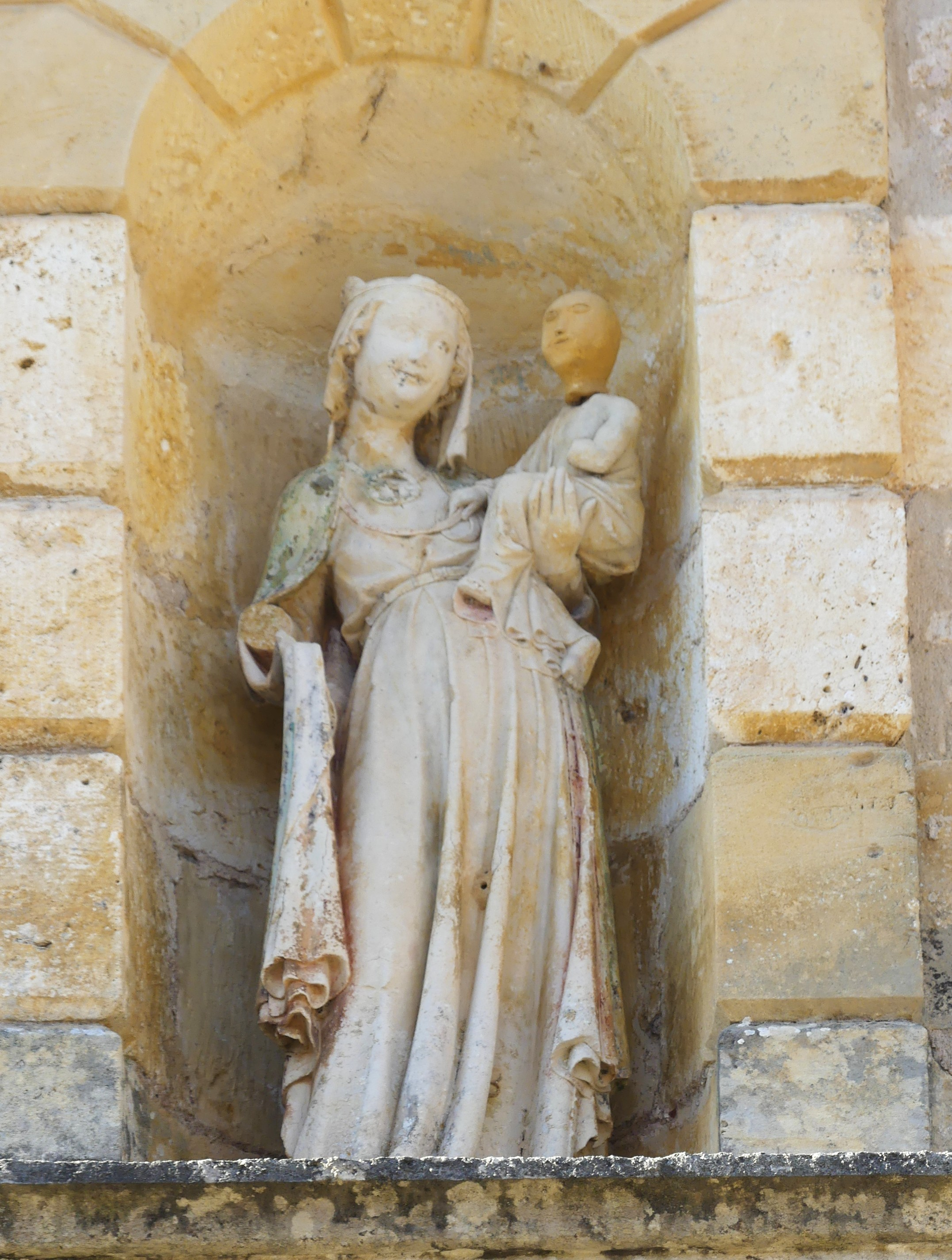
La Vierge à l'Enfant du XIVe siècle.
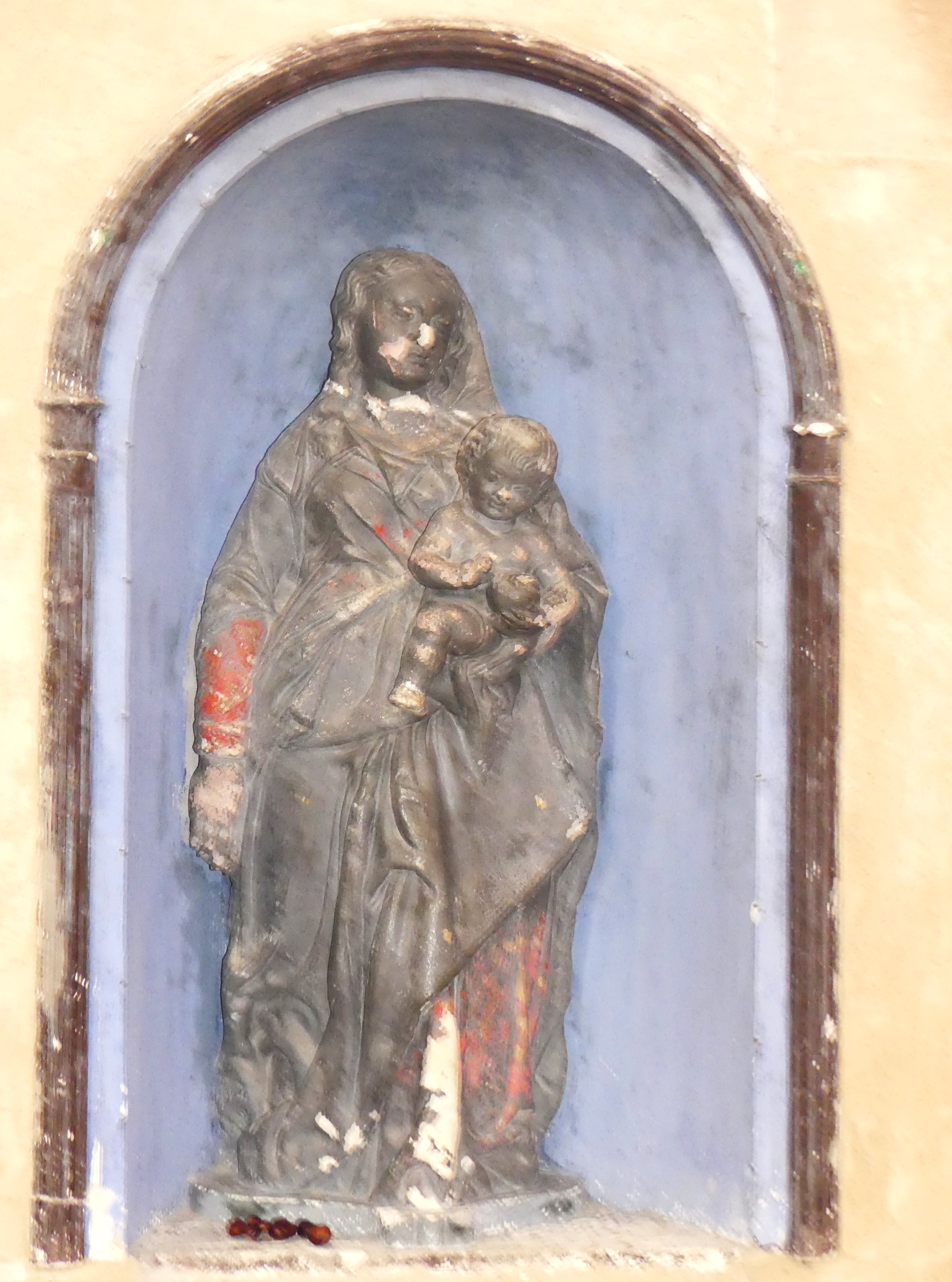
La vierge noire des bateliers, du XVIIe siècle.
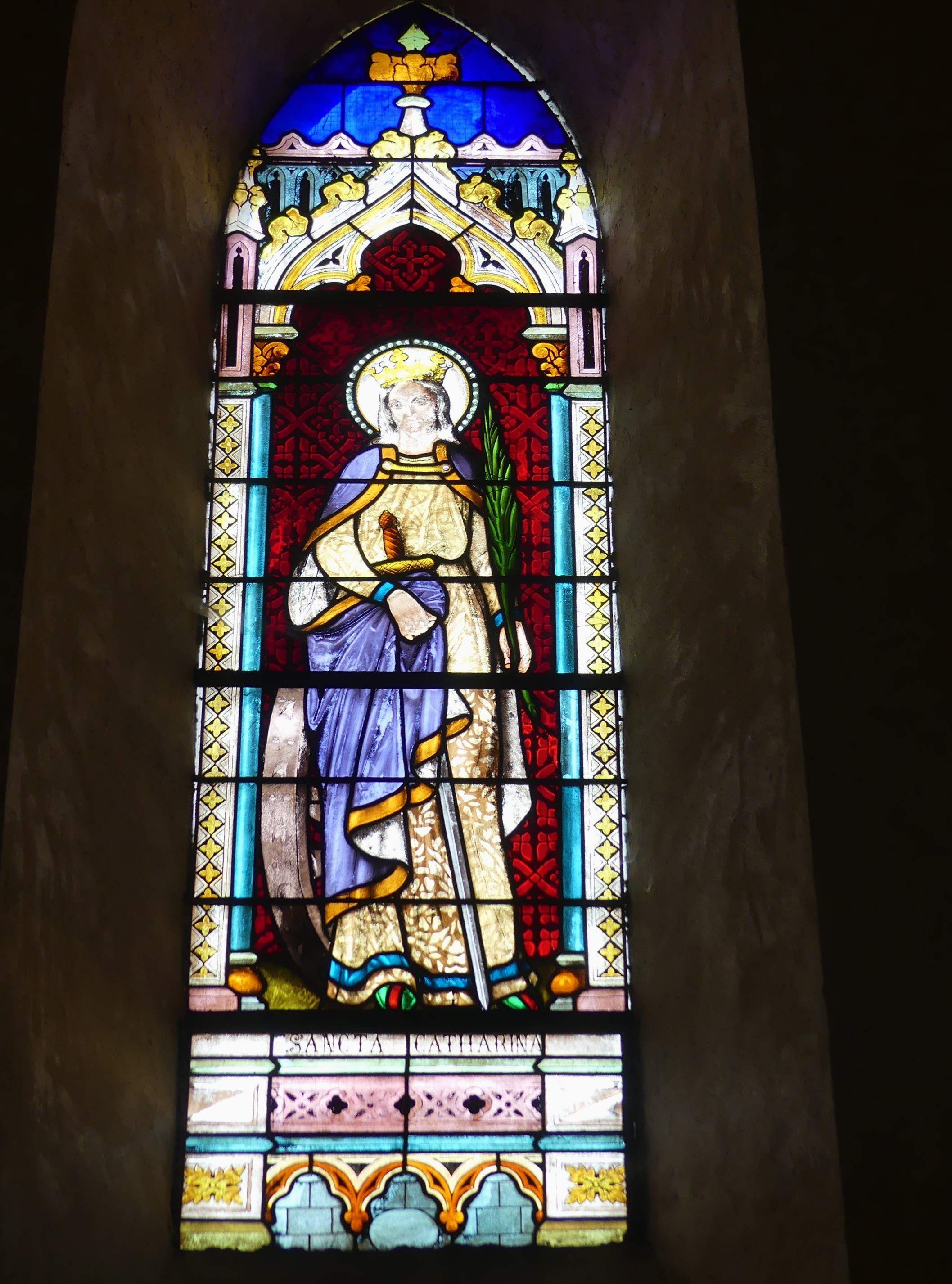
Vitrail de Sacreste ainé représentant sainte Catherine d'Alexandrie.

### Personnalités liées à la commune

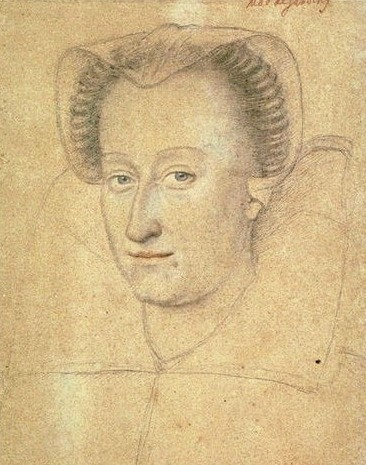
Isabelle de Limeuil.

- Isabelle de Limeuil dite Mademoiselle de Limeuil, (vers 1535-1609), née à Limeuil, est liée aux histoires galantes de la cour des rois Valois de la Renaissance, au XVIe siècle. Elle faisait partie de « l'escadron volant » de la reine Catherine de Médicis (ses demoiselles d'honneur, parfois libertines)[72]. Égérie de Ronsard et de Brantôme puis épouse de Scipion Sardini, elle a été liée à l'histoire des bijoux du Prince de Condé.
- Fernand Linarès (1850-1938) : médecin et explorateur, né et mort à Limeuil.
- André Malraux (1901-1976), séjourna au château de Limeuil]en 1943 après avoir quitté le château de Castelnaud et avant de partir au château de la Vitrolle.

### Héraldique
| Blason de Limeuil | Blason  | Écartelé : au 1er d'argent à la bande d'azur accompagnée de six roses de gueules ordonnées en orle, au 2e d'argent à la fasce bandée de gueules et d'or, au 3e d'or à la croix de sable cantonnée de quatre corneilles du même, au 4e contre-écartelé aux I et IV d'azur semé de fleurs de lys d'or, à la tour donjonnée de trois pièces d'argent, maçonnée de sable et aux II et III coticé d'or et de gueules en nombre ; sur le tout, de sinople à un arbre coupé d'argent. |
| Blason de Limeuil | Détails | Le blason reprend, dans l'ordre, les armes des familles suivantes : (Roger) de Beaufort ; de Pons ; de Galard de Limeuil et de La Tour de Turenne. L'arbre présent sur l'écusson pourrait être un orme qui renverrait à la formation toponymique de Limeuil : la « clairière aux ormes ». Le statut officiel du blason reste à déterminer. |

## Pour approfondir